# Castor
Los castores (Castor) son un género de roedores semiacuáticos nativos de América del Norte y Eurasia que se caracterizan por sus amplias y escamosas colas. Este género, de todos los que pertenecen a la familia Castoridae, es el único no extinto en su totalidad, y engloba tres especies: el castor americano (Castor canadensis), el castor europeo (Castor fiber) y el castor de Kellog (Castor californicus), este último extinto desde el Pleistoceno. Todas ellas habitan exclusivamente en el hemisferio norte, excepto algunos castores americanos que llegaron a la región argentina y chilena de Tierra del Fuego, al ser allí introducidos. También se introdujeron ejemplares de esta especie en ciertas regiones de Europa. Con estas excepciones, Castor canadensis habita únicamente en Norteamérica, y Castor fiber en regiones de Europa y Asia. Castor californicus se extendía por lo que hoy en día es el oeste de los Estados Unidos. Aunque son muy similares entre sí, las investigaciones genéticas han demostrado que las poblaciones europeas y norteamericanas de castores son de especies distintas; la principal diferencia radica en que tienen diferente número de cromosomas.
Estos animales son conocidos por su habilidad natural para construir diques en ríos y arroyos, y sus hogares —llamados castoreras— en los estanques que se crean a causa del bloqueo del dique en la corriente de agua. Para la edificación de estas estructuras, utilizan principalmente los troncos de los árboles que derriban con sus poderosos incisivos. A pesar de la gran cantidad de árboles que talan, los castores no suelen perjudicar el ecosistema en el que viven; por el contrario, lo mantienen saludable, pues sus diques proveen una gran cantidad de beneficios. Entre otras cosas, estas barreras propician la creación de humedales, ayudan a controlar inundaciones y eliminan contaminantes de la corriente. No obstante, en ecosistemas extraños para ellos, estas modificaciones al ambiente pueden ser perjudiciales, como ha sucedido, por ejemplo, con los castores introducidos en la isla de Tierra del Fuego en Argentina y Chile.
Desde hace cientos de años, los castores forman parte de la cultura popular y en algunos casos han tenido una gran influencia en el desarrollo de las sociedades humanas. Un ejemplo de esto es su importancia en la colonización europea de América, pues la búsqueda de sus pieles fue uno de los factores que impulsaron la exploración y el posterior desarrollo económico de Norteamérica. Esto fue debido al valor comercial de sus pieles y de otros productos obtenidos de ellos, como el castóreo. También es un elemento muy representativo de la cultura de Canadá, a tal grado que es el animal nacional de aquel país. Por tanto, la influencia de los castores no se limita al sector económico y comercial; también abarca campos tan variados como la literatura, la religión y el deporte.

## Morfología

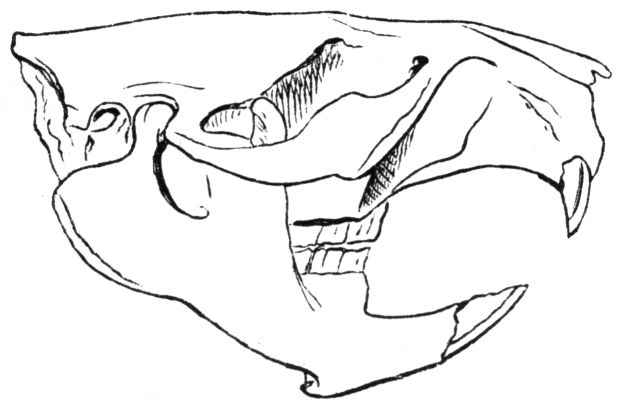
Dibujo del cráneo de Castor fiber.

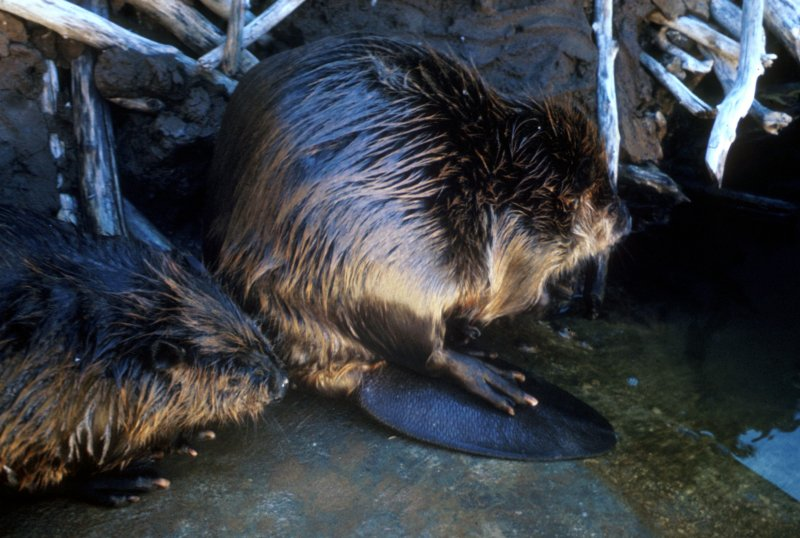
La cola negra y aplanada de los castores permite identificarlos con facilidad.

Los castores están emparentados con las ardillas (familia Sciuridae), ya que cuentan con ciertas características estructurales semejantes en el cráneo y en la mandíbula inferior. También están estrechamente relacionados con un roedor sudamericano llamado coipo. Los castores son los segundos roedores más grandes del mundo después del capibara.
Estos animales continúan creciendo durante toda su vida. El peso medio de los adultos es de 16 kg (kilogramos), y, aunque los especímenes de más de 25 kg no son comunes, se han encontrado ejemplares que han alcanzado los 40 kg. Las hembras llegan a ser tan grandes o incluso más que los machos de su misma edad, lo que es inusual entre los mamíferos. Generalmente miden unos 30 cm (centímetros) de alto por 75 cm de largo, sin contar la cola, que mide unos 25 cm de longitud por 15 cm de ancho; todos estos valores, no obstante, varían según diversos factores, incluyendo la edad y especie del individuo.
La cola es de forma ovalada y aplanada, y se encuentra conformada por pequeñas escamas de forma hexagonal y de color negro. Las mismas se encuentran yuxtapuestas y no imbricadas, es decir, no se superponen unas sobre otras. Su cuerpo está cubierto con un espeso pelaje al que le deben su enorme valor comercial; este se divide en dos tipos: uno sedoso y de color grisáceo, y otro mucho más áspero y largo, y de un tono marrón. Además de ser impermeable, la capa de pelo actúa como abrigo.

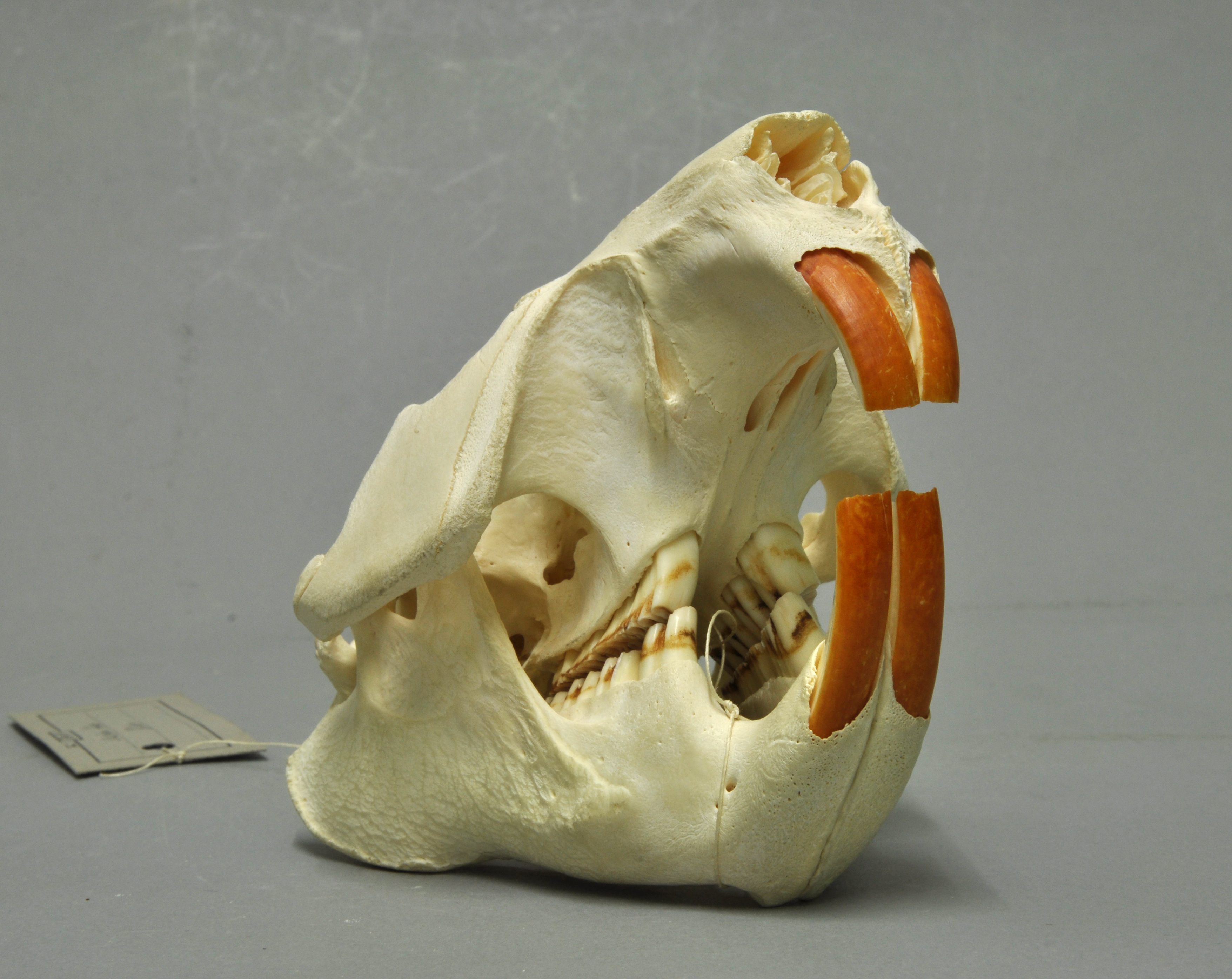
Detalle de los incisivos pigmentados

Cuentan con cuatro incisivos muy fuertes y afilados —pigmentados de naranja en la cara frontal debido a la presencia en el esmalte de ferrihidrita poco cristalina que los endurece— y así puedan roer la madera con la que se alimentan y construyen sus estructuras. Un castor adulto puede cortar un trozo de madera de 30 cm de grosor en unos 15 minutos con su poderosa dentadura. Ya que estos dientes nunca dejan de crecer, es de vital importancia que los utilicen constantemente, o de otra forma los incisivos de la parte superior les atravesarían la mandíbula inferior.
Los castores tienen las patas traseras palmeadas, mientras que las delanteras, cubiertas de un pelo más negro, son semejantes a manos, cada una con cinco dedos bien desarrollados. Los dedos de sus extremidades traseras, en cambio, se encuentran unidos por una membrana. Los castores no tienen buena vista, aunque pueden ver bajo el agua gracias a una membrana nictitante, un tercer párpado, lateral y transparente, que cubre sus pequeños ojos. Además cuentan con buenos sentidos del oído, olfato y tacto. Mientras están sumergidos se cierran sus orificios nasales y sus pabellones auditivos para impedir la entrada de agua. Gracias a su sistema respiratorio, un castor puede permanecer bajo el agua hasta quince minutos sin tener que salir a tomar aire.
Los castores son lisencefálicos, es decir, tienen el cerebro liso. No obstante, cuentan con una corteza cerebral que los hace especiales entre los roedores. Esta espesa corteza cerebral es lo que ha hecho que se sitúe a los castores por encima de todos los demás roedores en cuanto a inteligencia se refiere.

## Clasificación
El género Castor es uno de los más de treinta géneros clasificados dentro de la familia Castoridae. Dado que hay más de 2200 especies de roedores, las especies de este género representan aproximadamente el 0,13% del total de especies que conforman el orden Rodentia. Los castores se encuentran clasificados dentro del reino de los animales debido a que son organismos eucariotas, pluricelulares y heterótrofos, con desarrollo embrionario y capacidad de locomoción; en el filo de los cordados, ya que cuentan con una notocorda, que es el principal sostén de su cuerpo, y en su caso se trata de la columna vertebral; dentro de la clase de los mamíferos, pues son seres vertebrados, amniotas, de sangre caliente, con glándulas mamarias y pelo; en el orden de los roedores, el más numeroso de los mamíferos, ya que cuentan con dos incisivos en sus mandíbulas superior e inferior, que se encuentran en constante crecimiento; y dentro de la familia de los castóridos, la cual incluye a los castores modernos y sus parientes primitivos, todos ellos caracterizados por ser semiacuáticos, tener patas traseras palmeadas y grandes colas aplanadas y escamosas.

### Especies
El género Castor incluye tres especies: Castor fiber, Castor canadensis y Castor californicus.

#### Castor fiber

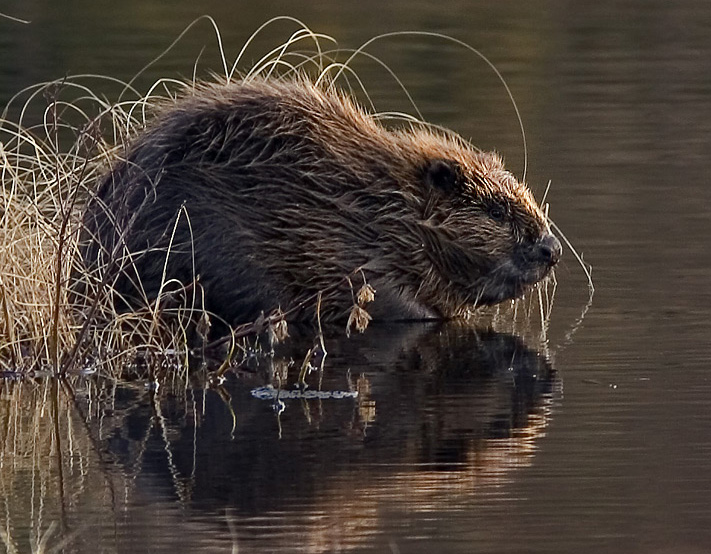
Castor europeo.

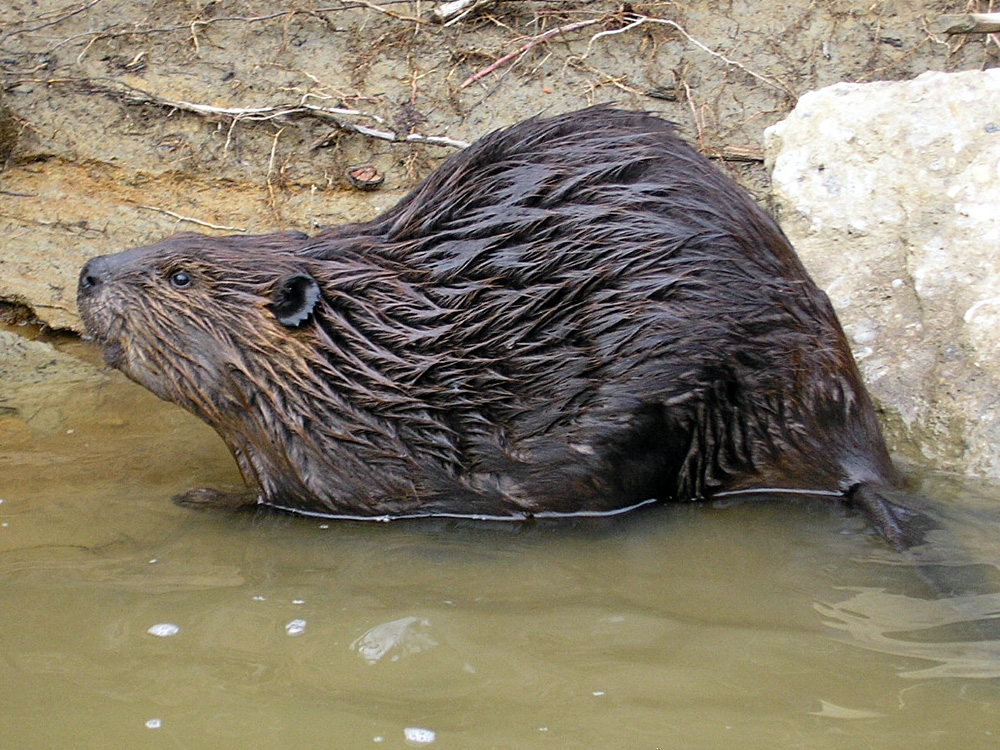
Castor americano.

El castor europeo (Castor fiber) habita en las regiones frías de Eurasia, principalmente en Rusia. Es un poco más pequeño que su pariente americano. Desde la antigüedad fueron cazados, comprometiendo su supervivencia. En algunos países donde antes vivían, como España y el Reino Unido, fueron erradicados debido a esta cacería desmedida, y aunque en la era moderna la especie se encuentra ligeramente amenazada, cada vez son más los esfuerzos realizados para restablecer sus poblaciones en todo el continente, por lo que la población de esta especie va en aumento. Se calcula que su número ronda los 600.000 individuos. Para colaborar en este proyecto de repoblación, algunos organismos, como la Unión Europea (UE), y acuerdos internacionales, como el Convenio sobre el Comercio Internacional de Especies de Fauna y Flora Salvaje Amenazadas (CITES), administrado por el Programa de las Naciones Unidas para el Medio Ambiente (PNUMA), se encargan de proteger a este roedor.

#### Castor canadensis
El castor americano (Castor canadensis), también llamado simplemente "castor" en Norteamérica, es el mayor roedor del Hemisferio Norte y cuenta con 25 subespecies. Habita en las regiones predominantemente frías y boscosas de Canadá, Estados Unidos y México. No obstante, también se ha introducido la especie en otras regiones, destacándose Tierra del Fuego y la península escandinava. En Finlandia han convivido directamente con castores europeos.
Este animal con frecuencia es cazado por su piel. A principios del siglo XIX, la caza acabó con ellos en una buena parte de su área de distribución original. Los pobladores nativos y primeros colonos además comían su carne. Gran parte de la exploración inicial de América del Norte fue impulsada precisamente por la búsqueda de la piel del castor americano.
Esta especie es más abundante que la europea y su población se estima entre los 10 y 15 millones de ejemplares, aunque originalmente pudo haber habido diez veces esa cantidad de castores en Norteamérica, antes de los días del comercio de pieles. A pesar de este declive, no se considera a la especie en peligro de extinción.

#### Castor californicus
El castor de Kellogg (Castor californicus, también llamado Castor accessor) vivió entre el Mioceno y el Pleistoceno en el oeste de América del Norte. Era muy similar al castor americano, pues también era semiacuático, aunque de mayor tamaño. Se han encontrado fósiles de esta especie en Estados Unidos, principalmente en el estado de California, y en México.

### Diferencias entre especies

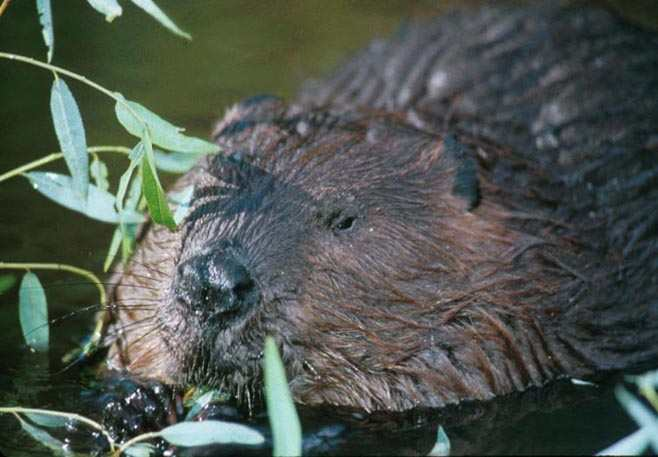
La nariz del castor americano es diferente a la del castor europeo.

A pesar de que el castor europeo y el americano son muy parecidos entre sí —tanto que algunos los han considerado variedades de una misma especie—, las dos especies se diferencian en algunos aspectos. Algunas de estas características son morfológicas, mientras que otras están relacionadas con su comportamiento. La principal diferencia morfológica entre ellas se encuentra en sus huesos nasales. Otra característica que marca la diferencia es el diferente número de cromosomas de cada especie. Este hecho impide que miembros de diferentes especies de castores puedan cruzarse entre sí. En la siguiente tabla se comparan los rasgos distintivos más sobresalientes:
| Tamaño del cráneo            | Menor                    | Mayor                   |
| Hoyo nasal en el cráneo      | Triangular               | Cuadrado                |
| Dimensiones de la cola       | Más estrecha             | Más amplia              |
| Tamaño corporal              | Ligeramente más pequeños | Ligeramente más grandes |
| Tamaño promedio de la camada | 2-3 crías                | 3-4 crías               |
| Construcción de diques       | Menos desarrollada       | Más sofisticada         |
| Posición de la madriguera    | Cerca de las orillas     | Lejos de las orillas    |
| Marcas de olor               | Más pequeñas             | Más grandes             |
| Competitividad               | Menos competitivo        | Más competitivo         |
| Cromosomas                   | 2n = 48                  | 2n = 40                 |
| Fuente: Biology @ Davidson   |                          |                         |

## Comportamiento

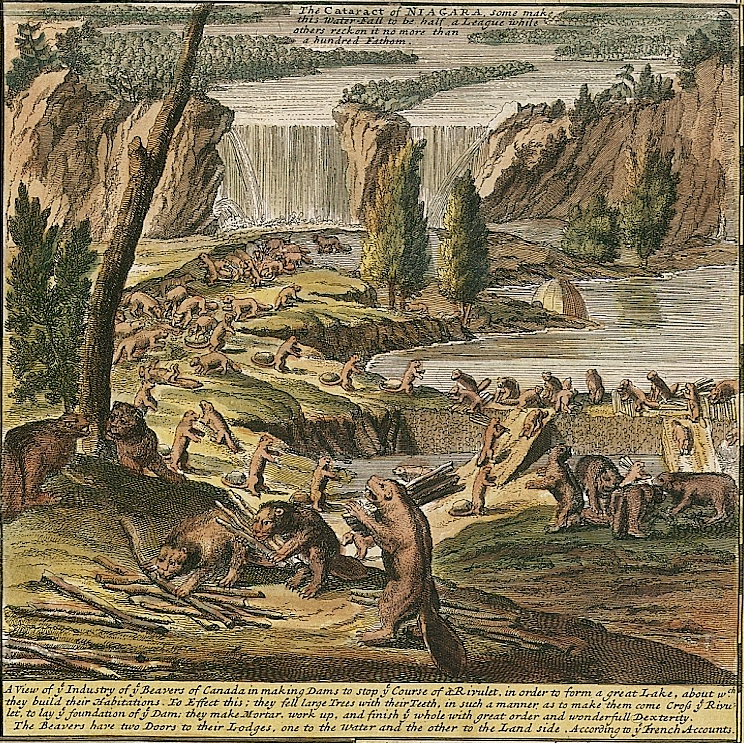
Ilustración de Herman Moll donde se describe detalladamente el proceso que siguen los castores para construir sus diques.

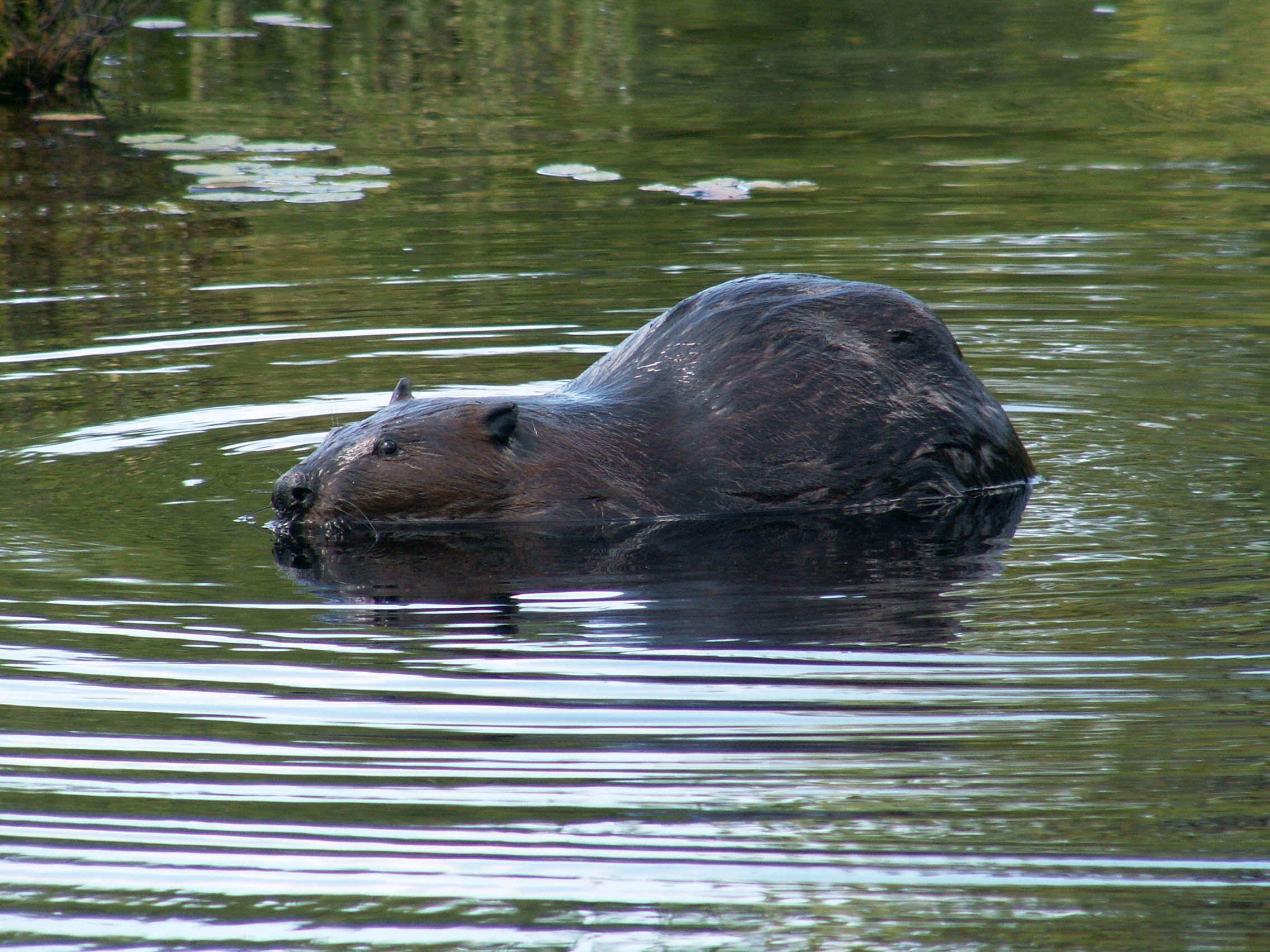
Los castores pasan la mayor parte del tiempo en el agua.

Los castores son esencialmente acuáticos en sus actividades, y nunca viajan por tierra a menos que sea necesario. Son animales sociables, llegando a formar grupos o colonias de hasta doce individuos, compuestas por una pareja y sus crías. Las familias pequeñas pueden vivir en una sola madriguera, pero las más grandes pueden necesitar refugios adicionales. Cuanto mayores sean el aislamiento del lugar donde viven y la abundancia de alimentos, más grande será la población de castores.
Viven en corrientes donde, a fin de conseguir agua con suficiente profundidad, construyen diques con fango y con los troncos y ramas de los árboles que derriban con sus poderosos incisivos. Generalmente eligen corrientes cuya profundidad sea de más de un metro para iniciar sus labores. En el estanque creado construyen sus madrigueras. Durante la construcción, el lodo o fango es colocado con las patas delanteras y no, como se suele creer, con la cola, la cual es empleada únicamente como timón cuando nadan y para mantenerse en pie cuando se apoyan en sus patas traseras. Para la construcción de los diques, que casi siempre hacen por la noche, los castores transportan el lodo y las piedras con sus extremidades delanteras y la madera entre sus dientes. Al nadar, se impulsan con sus extremidades posteriores, que siempre permanecen sumergidas, asomando fuera del agua únicamente su cabeza, para poder respirar y ver el entorno. A pesar de que son mucho más hábiles nadando que desplazándose por tierra, no suelen alcanzar grandes velocidades; por lo general no superan los 10 km/h (kilómetros por hora).
Para la construcción, estos animales transportan el lodo y las piedras con sus extremidades delanteras y la madera entre sus dientes. Casi siempre trabajan durante la noche. Durante la primavera y el verano, se encargan de reunir las reservas de madera que les servirán para alimentarse durante su reposo invernal. Continúan recolectando alimentos hasta el final del otoño. Durante este lapso también se encargan de reparar los daños que puedan tener la madriguera o los diques, aunque por lo general no comienzan a hacer esto hasta que inician las heladas. Es también durante esta época cuando se reproducen; se aparean en los meses primaverales, o un poco antes, y las crías nacen durante el verano. Además, al final de cada otoño cubren sus cabañas con lodo fresco, el cual se congela cuando disminuye la temperatura en el invierno y se vuelve tan duro como la piedra, de tal forma que los depredadores no pueden perturbar su reposo. Con la llegada del invierno, se refugian en su madriguera y subsisten de la reserva que se encargaron de reunir durante todo el año. Cuando el hielo se rompe en primavera, dejan sus guaridas y comienzan el ciclo de nuevo.

### Depredadores
Los depredadores que suelen tener estos roedores son el lobo, el oso pardo, el oso negro, el lince, el puma y  el glotón Y en ocasiones las aves rapaces.

### Defensa territorial
Ya que el territorio en el que habitan es sumamente importante para los castores, en especial por todo el tiempo que invierten construyendo en él, suelen defenderlo ante las amenazas externas. Si un desconocido entra en el territorio de una colonia de castores, lo más seguro es que terminen luchando contra él, en ocasiones hasta la muerte. La forma en que detectan la presencia de extraños es a través del olfato; si perciben un olor que no les es familiar, buscar la fuente del mismo se vuelve prioritario, incluso más importante que reunir alimentos, y no descansan hasta haberla hallado.  No obstante, se sabe que los castores pueden reconocer los olores específicos de otras familias con las que están emparentados, en cuyo caso los toleran dentro de su territorio y no les hacen daño; lo mismo sucede con otras especies que no los perjudican y cuyos olores, con el paso del tiempo, se vuelven familiares para ellos.
Para advertir a los posibles invasores, principalmente a otros castores, marcan su territorio con unas señales de olor —hechas con una mezcla de lodo y castóreo— para así delimitar sus tierras y tratar de prevenir enfrentamientos. Colocan las marcas de olor en los límites de su territorio, y mientras más de ellas coloquen, menos probable será que este sea invadido, ya que más marcas equivalen a una colonia más poderosa. La cantidad de marcas que colocan depende en parte de la época y de la densidad de población del lugar. Durante los meses de cría, que son enero y febrero, y durante la época en que los castores jóvenes abandonan sus grupos y se dispersan, que es por agosto, el marcado de territorio se incrementa. De la misma forma, en una zona donde hay varias colonias de castores, es común que el número de marcas sea elevado. El marcado de territorio, así como la defensa del mismo y la reparación de diques y madrigueras, es realizada por machos y hembras por igual.

### Alimentación
La dieta de los castores es estrictamente herbívora. Se alimentan de la corteza, ramillas y hojas de los árboles que talan y de las raíces de plantas acuáticas. Aunque pueden ingerir casi cualquier vegetal comestible que encuentren en la orilla de un río o lago, prefieren ciertos alimentos sobre otros. Se ha observado que los castores europeos prefieren la corteza y hojas de árboles como sauces, abedules y avellanos, mientras que los castores americanos se inclinan por árboles como sauces, abedules, álamos, cerezos, arces y alisos, entre otros. A pesar de sus preferencias, la dieta de un castor suele basarse en la disponibilidad de alimentos, por lo que no rechazan un alimento aunque no sea de sus favoritos.
Para subsistir en el invierno reúnen una reserva de comida, la cual mantienen sumergida en el fondo del estanque donde viven, muy cerca de una de las entradas a la madriguera. Acostumbran colocar las ramas más grandes en la parte superior y las más pequeñas en la parte inferior de la pila para impedir que estas últimas sean arrastradas por la corriente. Mientras más frío sea el clima en el que vivan, más importante se vuelve la recolección de esta reserva de comida, pues suelen pasar prácticamente todo el invierno dentro de sus madrigueras. Además de servirles como fuente de alimento, esta reserva de madera tiene otra función. Ya que la superficie del estanque se congela durante el invierno, los castores permiten que algunas ramas floten en el agua, impidiendo que ésta se solidifique en esa zona. De esta forma pueden salir al exterior en caso de alguna emergencia por ejemplo, si se agota la reserva de comida.

### Reproducción
Los castores son capaces de aparearse en casi cualquier etapa de su vida, y son monógamos —aunque si su pareja muere, pueden conseguir otra—. Su monogamia se debe principalmente a que, para el correcto cuidado de las crías, es necesario que ambos padres colaboren, ya que uno solo no sería capaz de cuidarlas. Por lo tanto, deben permanecer unidos todo el tiempo para que la reproducción tenga éxito.

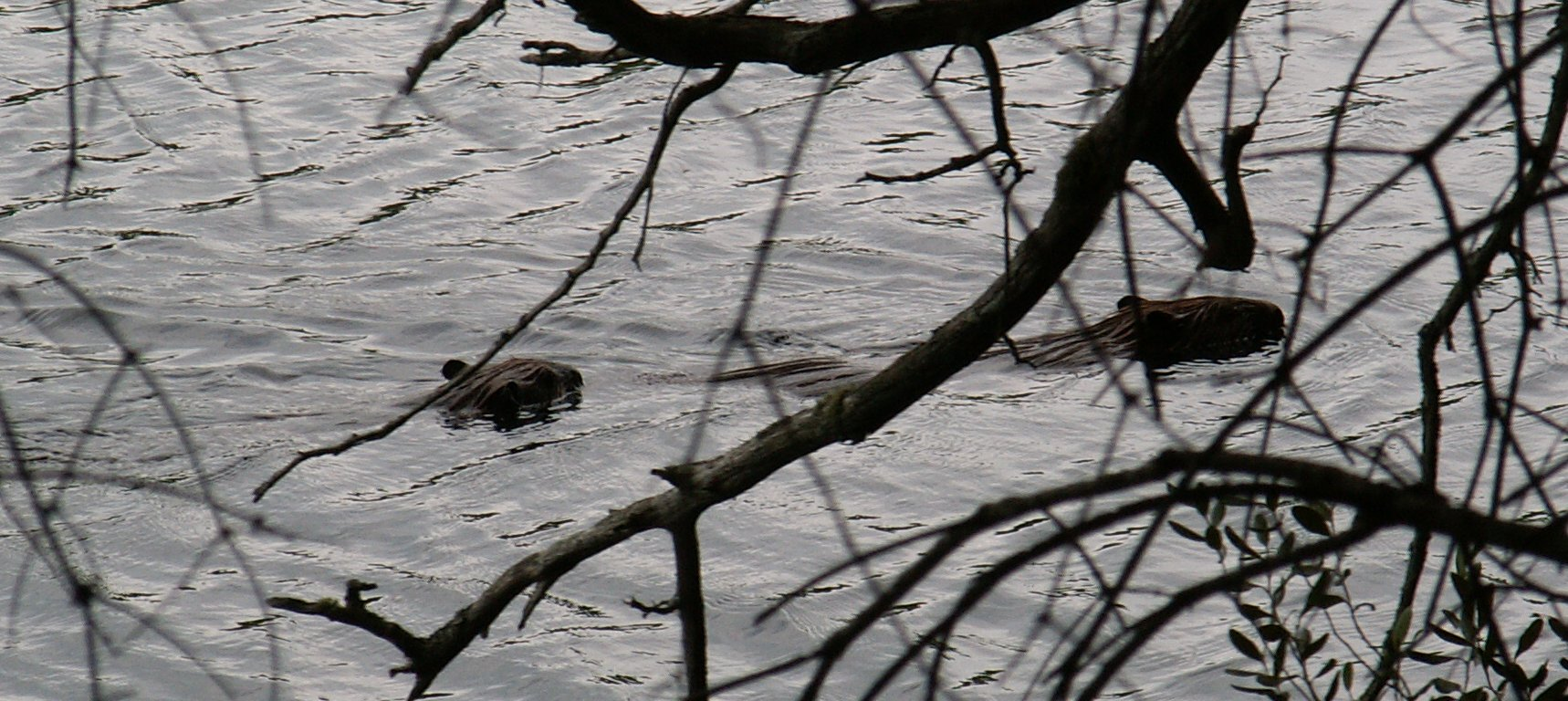
Castor adulto con un ejemplar joven.

La época de apareamiento comienza cuando se derrite el hielo invernal, lo que sucede aproximadamente por febrero. Cada pareja tiene solamente una camada por año. El apareamiento suele realizarse bajo el agua, aunque también puede llevarse a cabo en la orilla del río o estanque donde viva la pareja. Después del periodo de gestación, que dura aproximadamente tres meses y medio (100 días), la hembra da a luz de 2 a 4 crías (aunque en casos extremos pueden ser hasta 9), las cuales nacen ya con los ojos abiertos y cubiertas de pelo. Estas son amamantadas durante las primeras semanas de vida, en las cuales permanecen dentro de la madriguera junto con la madre y las crías de la temporada anterior, que tienen alrededor de un año de edad. Los castores de dos años, si siguen viviendo con la familia, ayudan a la madre a alimentar y proteger a los recién nacidos. El padre mientras tanto sale y permanece en las cercanías, cuidando el territorio. En cuanto dejan de ser amamantadas, la madre empieza a alimentar a sus crías con hojas tiernas. Cuando son muy pequeñas, las crías se comunican constantemente y hacen mucho ruido, y mientras van creciendo se vuelven menos ruidosas, al comenzar a comunicarse con olores o ciertas actitudes específicas. Un tiempo después, por lo general al mes de edad, los jóvenes empiezan a moverse por el exterior de la madriguera, aunque siguen siendo bastante dependientes de sus padres, ya que son ellos quienes les siguen administrando alimento y protección por cerca de un año. Durante este periodo, aprenden algunas valiosas habilidades al copiar el comportamiento de los castores adultos, aunque aún no toman parte en las labores de construcción y otras actividades. Cuando los jóvenes alcanzan la madurez sexual, lo que suele acontecer a partir de los dos años de edad, pueden separarse de la colonia y formar la suya propia. No obstante, si es una época de escasez de alimentos, sequía o hay una alta densidad de población, pueden posponer su partida, ya que estos factores reducen sus posibilidades de establecer exitosamente una colonia. Cuando finalmente deciden separarse, no suelen establecerse en un punto muy lejano a su lugar de nacimiento.

### Señal de alerta
Dado que pasan la mayor parte del tiempo en el agua o en la seguridad de sus madrigueras, los castores tienen pocos depredadores. Sus principales enemigos son los lobos y los seres humanos, seguidos por los osos y linces. Para protegerse de ellos, los castores dependen de sus sofisticados sentidos del oído y olfato, así como del aviso de sus compañeros. De esta forma, cuando un castor que se encuentra en el agua se asusta, este se sumerge rápidamente al impulsarse enérgicamente con su cola. Esto produce una sonora palmada, audible sobre y debajo del agua, la cual es tan fuerte que puede ser percibida por un humano en un radio de 100 metros. Esta señal sirve como advertencia para los demás castores en el área. Una vez que un castor ha efectuado esta señal de alerta, todos los castores en las cercanías se sumergen y no vuelven a salir por un rato. También pueden efectuar esta señal ante la presencia de ruidos u olores desconocidos. Es más probable que un castor responda ante las señales efectuadas por castores mayores que a las efectuadas por castores jóvenes, debido a que estos últimos aún no han aprendido cuándo deben efectuar la señal y cuándo no, además de que producen un sonido algo diferente al tener colas más pequeñas.

## Distribución geográfica

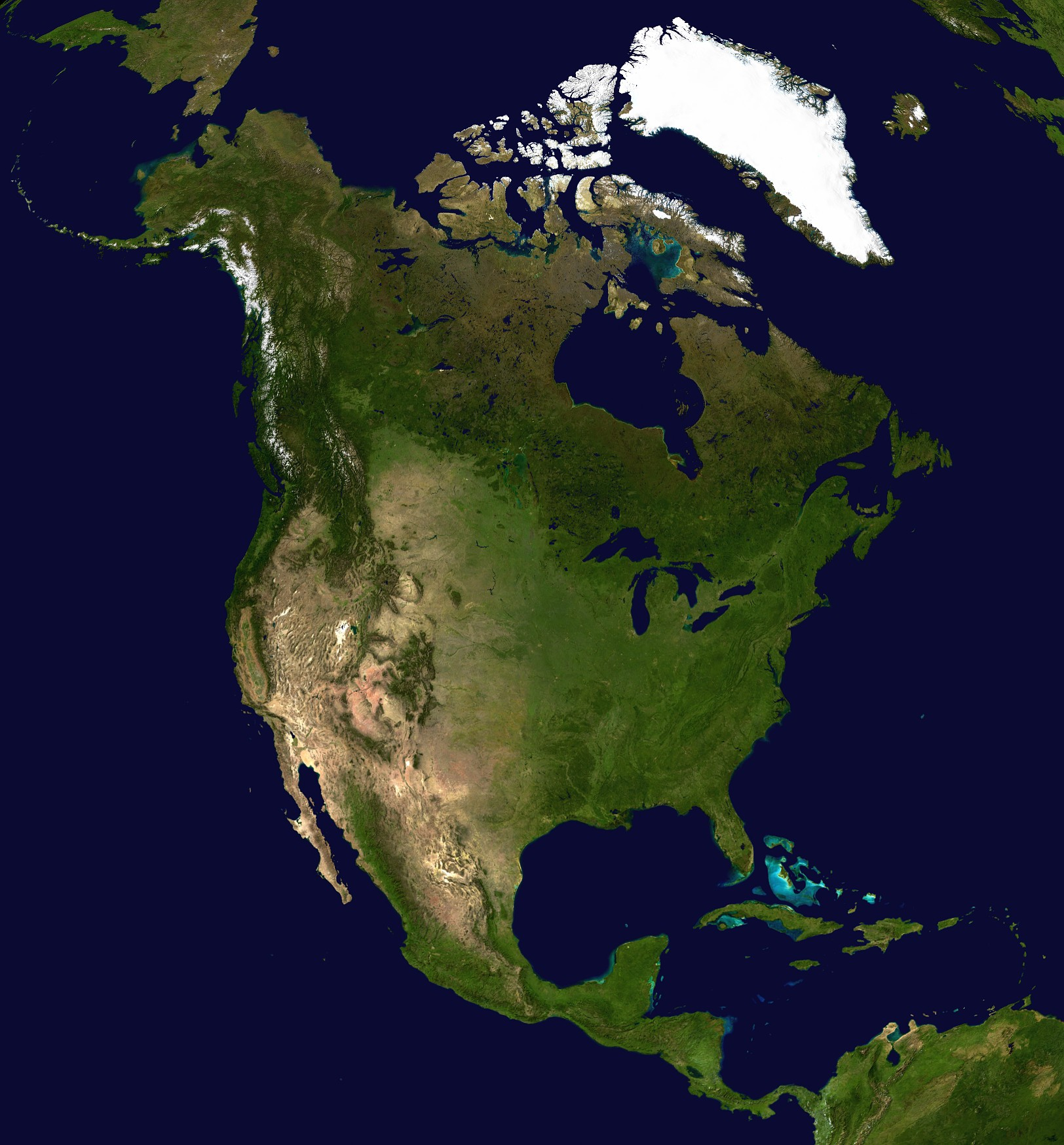
La mayoría de los castores del mundo habitan en América del Norte.

Cada especie de castor habita en el continente al que hace referencia su nombre. El castor europeo (Castor fiber), como su nombre lo indica, vive en Europa, aunque también se le puede encontrar en algunas regiones de Asia. Entre los países con mayores poblaciones de esta especie destacan Rusia, Polonia, Ucrania, Bielorrusia, Kazajistán y los países escandinavos, aunque se extienden hasta naciones tan distantes como Francia y Mongolia. En el pasado llegaron a habitar en casi toda Eurasia, abarcando todo el territorio entre las islas británicas y Rusia. Desde la era prehistórica y hasta por lo menos el siglo VI, a esta especie se le podía encontrar en los ríos del norte de la península ibérica, principalmente el Duero y el Ebro. Sin embargo, ya que sus pieles y el castóreo eran artículos muy codiciados, fue cazado en todo el continente, poniendo en serio riesgo su supervivencia; en Gran Bretaña, por ejemplo, estos animales se extinguieron en el siglo XVI. Más adelante, en el siglo XIX, ya solo se les podía encontrar en algunas regiones pantanosas de Alemania, Bielorrusia, Noruega, Rusia y Mongolia. No obstante, actualmente está siendo reintroducido en muchas partes del continente.
Por su parte, el castor americano (Castor canadensis) habita en prácticamente toda Norteamérica, desde Alaska hasta el norte de México. En Canadá se les puede encontrar en todas las provincias y territorios, no obstante, no habitan en las regiones más septentrionales, cercanas al Océano Ártico. También están presentes en prácticamente todo el territorio de los Estados Unidos, excepto en las regiones desérticas del sudoeste y en la península de la Florida. En el territorio mexicano, por otro lado, son escasos, ya que solo viven en las zonas cercanas a los ríos Bravo (en los estados de Chihuahua, Coahuila, Nuevo León y Tamaulipas) y Colorado (en Sonora).
Del castor de Kellog (Castor californicus) se han encontrado fósiles en los estados estadounidense de Washington, Oregón, Idaho, Nebraska, Kansas y California, y en el estado mexicano de Sonora.

### Introducciones
A fin de elevar su número, se han liberado especímenes de Castor fiber a lo largo de toda Europa, en especial en países donde antes solían habitar o siguen habitando pero sus poblaciones han disminuido. Por ejemplo, en octubre de 2005, seis castores europeos fueron liberados en el condado de Gloucestershire en Gran Bretaña, y se planean más reintroducciones en Escocia y Gales. En España, debido a que su reintroducción se llevó a cabo de forma clandestina y sin planificación, no fue recibida con total agrado por algunos, incluido el Ministerio de Medio Ambiente de aquella nación. Su liberación en otros países, no obstante, ha tenido éxito; un ejemplo de ello son sus introducciones en Alemania —específicamente en Baviera—, los Países Bajos y Serbia. También han regresado a los bancos del río Morava, en Eslovaquia y la República Checa.
Algunas parejas de Castor canadensis fueron liberadas en la región argentina y chilena de Tierra del Fuego en 1946, siendo esta introducción posiblemente la de mayor trascendencia de todas, debido al fuerte impacto que han tenido en el ecosistema fueguino. Esta misma especie fue introducida en Finlandia en 1937 como parte de un programa para reintroducir al extinto castor europeo. Después de extenderse por todo el territorio de aquel país, llegaron a la región rusa de Carelia. En Polonia se les introdujo en la década de 1930.

#### Tierra del Fuego

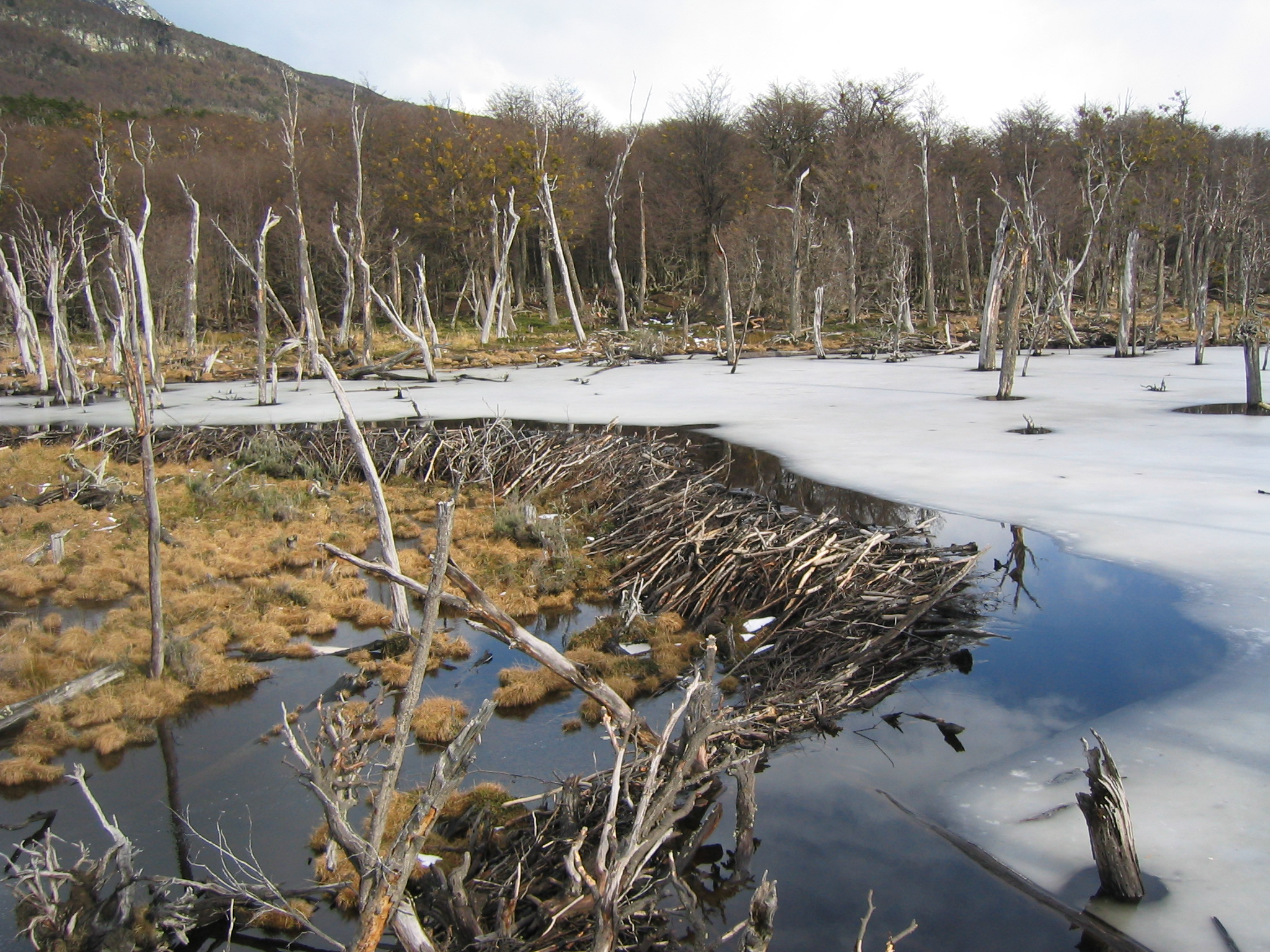
Dique en Tierra del Fuego.

Introducidos en un área donde no habitan sus depredadores naturales, como lo es Tierra del Fuego, los castores han modificado miles de hectáreas de terreno y son considerados como una plaga imparable por la población local. Todo surgió en 1946, cuando el Ministerio de Marina de Argentina liberó a veinticinco parejas de castores norteamericanos en el noreste del lago Fagnano y en las orillas del río Claro, localizados en la Isla Grande de Tierra del Fuego. Con la introducción de la especie se planeaba mantener una población controlada para fomentar la industria peletera en la región, ya que en la misma no había especies que pudieran utilizarse para tales fines. También se dice que fueron llevados a la zona por la marina argentina para que fueran cazados y con sus pieles se hicieran gorros para los oficiales de la propia marina. Sin embargo, su intento por mantener a la población controlada fracasó, pues algunos de los animales se dispersaron siguiendo los cursos de agua y colonizaron la región. Alrededor de 1964, llegaron a tierras chilenas. Incluso han cruzado el Canal Beagle, como lo prueba su presencia en la Isla Navarino, y hay evidencias de que cruzaron el Estrecho de Magallanes, pues se han hallado ejemplares en la península de Brunswick, llegando por lo tanto a territorio continental.
Se desconoce el número exacto de castores que habitan en esta región. La mayoría de las fuentes estiman su población entre los setenta mil y cien mil ejemplares, aunque algunos han calculado que podrían ser hasta doscientos mil. Se piensa que tan solo en la Isla Navarino hay aproximadamente veinte mil individuos. Independientemente de su número, los castores han causado graves alteraciones en los ecosistemas de la zona, principalmente en Chile, donde el problema se volvió tan extremo que se ha permitido la caza de diez mil ejemplares por año para reducir su población, además de permitir la venta de sus pieles y carne. Como resultado, entre 2004 y 2007 se cazaron en Tierra del Fuego cerca de 11 700 castores. En Argentina, la Legislatura de la provincia de Tierra del Fuego calificó al castor como "especie dañina y perjudicial". Al principio no contaban con depredadores en la zona, lo que influyó notoriamente en su rápida expansión, pero con el paso del tiempo, el zorro culpeo y el puma se convirtieron en sus enemigos, colaborando con su erradicación. A pesar de todos los esfuerzos por detenerlos, los castores continúan expandiéndose, por lo general hacia el norte, y se calcula que avanzan a un ritmo de entre seis y ocho kilómetros por año. Desde 2001, los dos países involucrados han comenzado a cooperar en planes orientados al control de la población de castores, con el propósito final de erradicarlos definitivamente para el año 2015. A pesar de lo mencionado, desde la pandemia de COVID-19 ha habido muy pocos avances en ambas naciones, las cuales demoran la puesta en marcha de los proyectos piloto para capturar a los castores en masa y sacarlos del continente sur, por lo que hasta la actualidad continúa el avance de los castores por toda la zona austral.
Una diferencia notable entre Tierra del Fuego y la mayor parte de América del Norte es que en los árboles del sur del continente no crecen vástagos, algo que sí sucede con algunos árboles norteamericanos como sauces y álamos. Gracias a los vástagos, los bosques norteamericanos son capaces de regenerarse más rápidamente que los fueguinos. Por esta razón, el castor se acopla perfectamente con los bosques de su zona nativa, mientras que en la región sudamericana tiende a desequilibrar los ecosistemas. La especie vegetal que más se ha visto afectada por la actividad de los castores en Tierra del Fuego es la lenga.

#### El castor en España

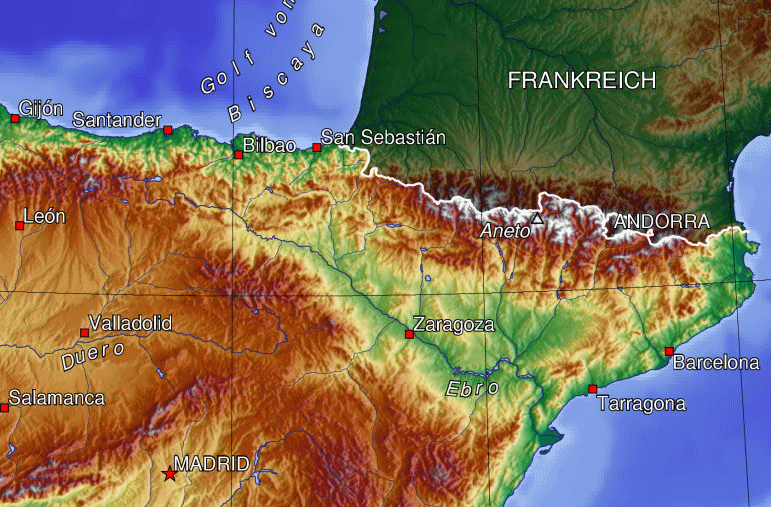
El Valle del Ebro o Cuenca ibérica, región donde fueron liberados los castores.

El historiador romano Apiano nos habla de su abundancia en el río Betis (Guadalquivir); existió en todos los ríos “importantes” del norte de Iberia, e incluso existen restos óseos en Atapuerca y yacimientos arqueológicos del siglo VI. El naturalista suizo Konrad von Gesner cita la especie en España incluso en el año 1583, dato difícil de refutar, ante lo inconfundible de la especie. Por lo tanto, el castor europeo es una especie propia de nuestra fauna, la caza y presión humana llevó a esta especie a la extinción local en la península ibérica en el siglo XVIII y a casi su extinción total en Europa. Varios expertos coinciden en que la extinción en España debió producirse en la década de 1850 en la cuenca del Duero.
A partir de 2005, se comenzaron a hallar una serie de indicios que sugerían la presencia de una población de castores en el norte de España, más específicamente en Navarra y en La Rioja; tales pruebas incluían árboles talados, huellas, restos de forrajeo, excrementos y marcas de castóreo, entre otras. El castor ya había habitado anteriormente en España, pero desapareció de la zona desde por lo menos el siglo XVII debido al surgimiento de las armas de fuego, con las que se le cazaba para obtener su carne y su grasa. Un tiempo después de que se comenzaran a hallar aquellos indicios, se descubriría que un grupo ecologista había liberado en la primavera de 2003 a 18 castores europeos provenientes de Baviera en los ríos Ebro, Aragón y Cidacos. Se ha alegado que los castores aparecidos en el Ebro eran procedentes de Rusia y que estos podrían haber sido híbridos de castor europeo y americano. Sin embargo, las dos especies son incompatibles para la reproducción y nunca se han descrito híbridos.
La reintroducción de los roedores desató un intenso debate acerca de las ventajas y desventajas del regreso de estos animales a la península ibérica. Por un lado, se argumentaba que la reintroducción no se había realizado naturalmente, y según el Ministerio de Medio Ambiente de España, ésta se había llevado a cabo de forma clandestina e ilegal. También se alegaba que la llegada de los castores podría perjudicar a algunas especies protegidas en la zona, como el visón europeo y la nutria. En contraparte, los defensores de los castores, entre los que se encontraba un grupo ecologista belga llamado Pays des castors (País de los castores), aseguraban que estos animales traerían beneficios para la zona y la biodiversidad de la misma, incluyendo al visón europeo. En realidad ambas especies habitan juntas en algunas partes del norte de Europa, no obstante, su forma de interactuar posiblemente sería diferente en la península ibérica, pues los ecosistemas de tipo mediterráneo presentes en España son muy diferentes a los de tipo taiga que hay en el norte del continente y que son mucho más boscosos. El argumento de que la presencia de los castores podría ser benéfica para la biodiversidad se vio debilitado más adelante, pues estos roedores habían dañado principalmente los bosques de sauces y chopos, los cuales eran precisamente el hábitat del visón europeo.
Como las administraciones navarras y riojanas consideraron que la especie llegó de forma clandestina al país, los gobiernos de estas entidades presentaron el caso en junio de 2007 ante el Comité de Flora y Fauna de España, mismo que consultó a la Comisión Europea, ya que el castor es una especie protegida por la Unión Europea. Finalmente, la Comisión consideró que la especie se encontraba fuera de su distribución natural, por lo que no se opuso a su erradicación en las zonas mencionadas.
Desde 1950 el castor ha sido reintroducido y traslocado en toda Francia desde la cuenca del Bajo Ródano, en diversos cauces de la cuenca atlántica. Igualmente se han realizado esfuerzos de traslocación en Bélgica, Suecia, Finlandia y Alemania. Muy recientemente se ha restablecido en Escocia, donde es un recurso turístico de primer orden. Únicamente está ausente de Portugal e Italia y en todos los países europeos se están realizando esfuerzos por su conservación y restablecimiento, excepto en España, donde se intenta erradicar.
Tal como indica la obra Wildlife comeback in Europe: The recovery of selected mammal and bird species, actualmente los expertos coinciden en que esta especie supone una gran oportunidad para promover los efectos ecológicos positivos del castor como ingeniería ecológica, incluyendo el aumento de la biodiversidad como resultado de cambios inducidos por el castor en hábitat, y este ha sido el foco de más reciente investigación. A través de la creación de estanques, el castor aumenta la cantidad de nutrientes disponibles, que conduce a las algas y el crecimiento de las plantas. Como resultado, se incrementa la riqueza de especies de invertebrados y la biomasa son más altos en las corrientes fluviales con castor por sus influencias directas y los claros que crea la especie.
En Baviera, se registraron 38 especies de libélula en los sitios de castor, con 11 beneficiarios directos de la presencia de la especie del castor. Sin embargo, los vertebrados especies también se benefician: se incrementa al doble las especies de peces en hábitat del castor de influencia, con densidades  de hasta 80 veces mayores que en los sitios sin castor.
Un mayor número de especies de anfibios aparecieron en los sitios de castor en la región de Eifel y Baviera, donde la mitad de los 12 especies se benefició directamente de actividad de los castores. En un estudio de Rusia sobre anfibios, la productividad fue mayor en comparación con sitios con castor a sitios sin castor. Además de este aumento en la diversidad de peces y el efecto beneficioso de la presa sobre los anfibios, los hábitats del castor aporta una mayor variedad de aves, con más de 50 especies raras registradas en Baviera, o un incremento, por ejemplo, de la cigüeña negra (Ciconia nigra) en Europa Central.
Hay también evidencias de que otros mamíferos como la nutria, que puede utilizar los troncos cortados por el castor como áreas de reposo, además de aprovechar este aumento de la disponibilidad de alimentos.
Más recientemente, estudios han demostrado un efecto positivo del claros creados por el castor para los murciélagos insectívoros, proporcionando nuevos sitios de caza y alimentación para especies como Pipistrellus spp.
En términos más generales, el castor puede apoyar la necesaria restauración de los cursos de agua llevadas a cabo en respuesta al cambio climático y mitigar sus efectos, como el aumento de las inundaciones con un coste extremadamente bajo.
Después de una larga ausencia de una gran parte de su área de distribución, el castor euroasiático, ahora poco a poco, reclama su papel como ingeniero ecológico y especie clave en las aguas dulces de Europa y sus ecosistemas. Sin duda, la especie se incrementarán más en número y distribución en las próxima décadas en toda Europa Occidental, sobre todo en cuencas donde no exista un confinamiento de tramos fluviales debido a fuertes barreras artificiales que impidan dispersarse a la especia. Este taxón debe gestionarse a escala de cuenca.
Los beneficios asociados a la restauración fluvial y el potencial para el turismo, son obviamente mayores que el costo de los daños relacionados con el castor. Existe un estudio de la Universidad de Oxford donde se destaca el beneficio económico de restablecer la especie. Debe, permitirse la coexistencia pacífica y el mutuo beneficio del castor y el hombre en la península ibérica. Véase DEINET, S., et al. (2013).

### Conservación en cautiverio

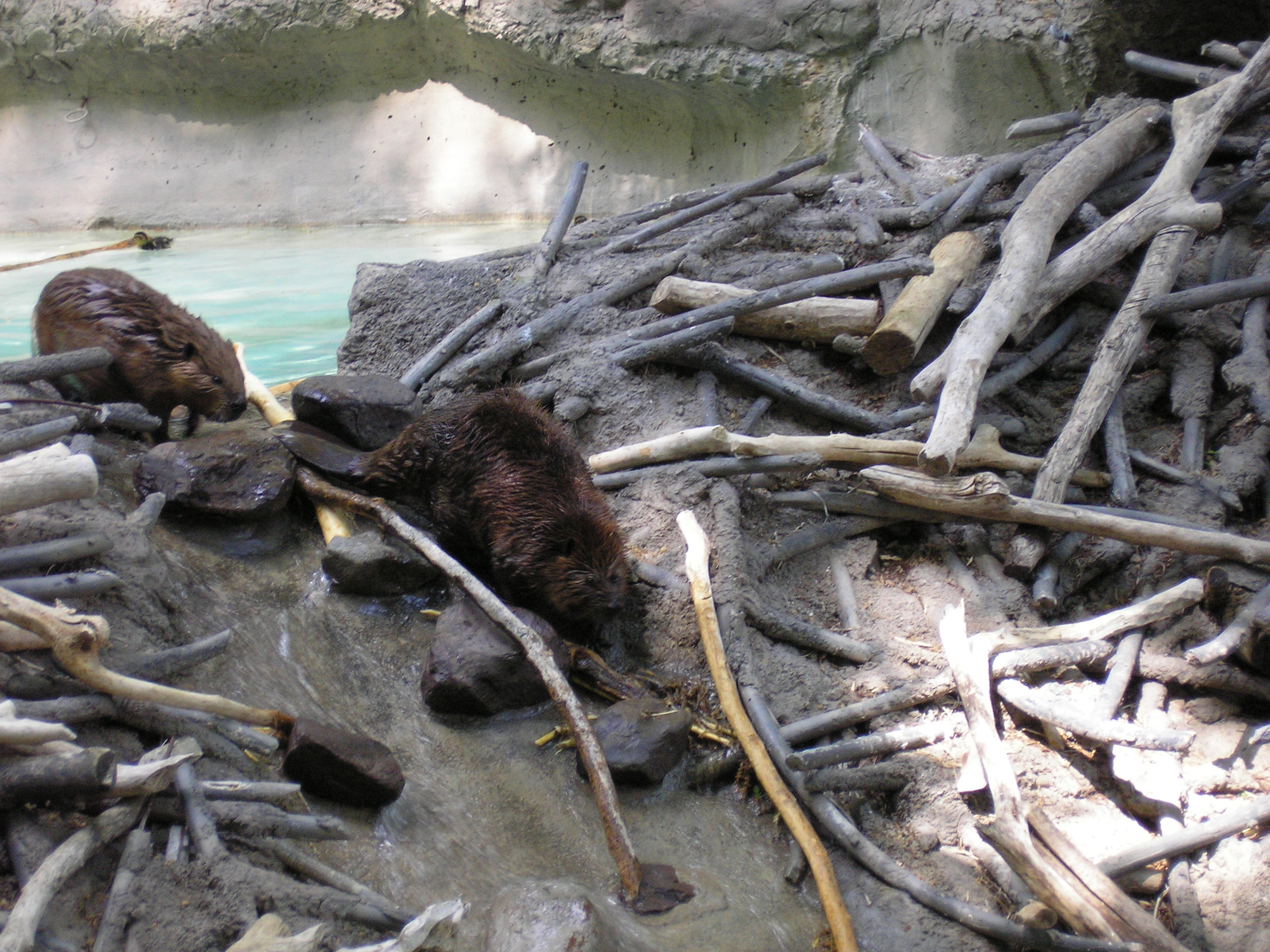
Castores norteamericanos en el Parque Zoológico Nacional Smithsoniano, en Washington D. C..

En el pasado, aproximadamente a mediados del siglo XX, cuando las poblaciones de castores europeos habían disminuido drásticamente debido a la cacería, se comenzaron a conservar algunos especímenes de castores en cautiverio para que se reprodujeran y más tarde fueran liberados en la naturaleza, a fin de restablecer sus colonias. Estas conservaciones en cautiverio se realizaron en varios países europeos, por ejemplo, en Suiza. Al irse recuperando las poblaciones, las liberaciones se fueron volviendo menos necesarias, por lo que ahora solo se conservan castores en cautiverio para su estudio y exhibición, como sucede en los zoológicos.
Al estar en cautiverio, los castores siguen teniendo la necesidad de vivir en grupos. Necesitan un recinto que tenga una parte de tierra y otra de agua, cada una de extensión considerable (no menos de 50 m²), y el agua debe tener suficiente profundidad. Permanecen todo el año al aire libre, aunque, en sustitución de sus madrigueras, deben contar con guaridas en las que puedan refugiarse en el invierno.
Es común que tengan una vida más larga en cautiverio que en la naturaleza. En estado salvaje, tienen una esperanza de vida de unos diez a doce años, aunque en ocasiones viven hasta quince, mientras que en cautividad pueden vivir hasta unos veinte años.

## Hábitat
Los castores habitan en las zonas ribereñas, y predominantemente en regiones frías. La costumbre de estos animales durante cientos de miles de años en su hábitat natural ha sido mantener saludables y en buen estado a los ecosistemas acuáticos en los que viven, aunque para un observador humano, viendo todos los árboles talados, en ocasiones puede parecer que están haciendo justo lo contrario. En realidad el castor es una especie que trabaja como piedra angular en su ecosistema al crear humedales que son útiles para muchas otras especies. Después de los humanos, ningún otro animal modifica tanto el entorno que lo rodea como el castor.

### Diques

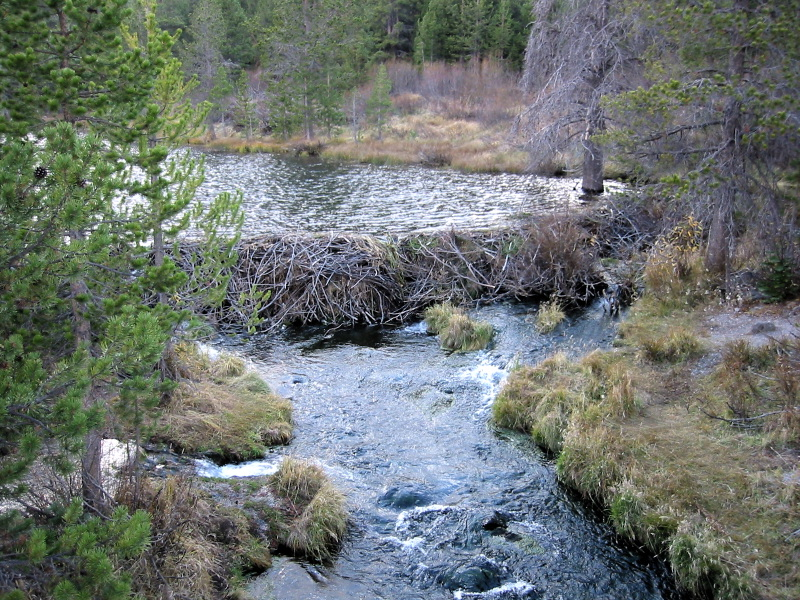
Dique en el Parque nacional Volcánico Lassen, California.

Los diques son construidos por los castores para protegerse de los depredadores, tales como coyotes, lobos y osos, y para poder acceder fácilmente y con seguridad a la comida durante el invierno. No obstante, la función primordial de esta barrera es detener el flujo de la corriente, a fin de crear un estanque con aguas tranquilas donde los castores puedan construir sin dificultades sus madrigueras. Con frecuencia, los castores construyen un dique más pequeño río arriba para disminuir la fuerza de la corriente y así reducir la presión que ejerce ésta sobre la madriguera. Suelen dar mantenimiento a todas las estructuras, con lo que poco a poco van aumentando de tamaño. Los castores pueden reconstruir sus diques principales en el transcurso de una noche, aunque pueden no defender los diques secundarios tan vigorosamente. Los castores son famosos por haber construido diques muy largos. El más largo que se conoce fue descubierto cerca de Three Forks, Montana, y medía unos 652 m de largo, 4 m de altura y 7 m de grosor en la base. También es sobresaliente que estos largos diques suelen ser obra de tan solo unas pocas familias de castores emparentadas, y cada familia no suele rebasar los diez miembros. No obstante, los diques por lo general no miden más de 1,5 m de altura y unos 3 m de ancho en la base, haciéndose más estrechos hacia la parte superior. El largo del dique generalmente depende del largo de la corriente misma. Además de largos, suelen ser muy resistentes, pues pueden soportar el peso de una persona.
El dique difiere en forma de acuerdo a la naturaleza de la corriente en la que se encuentra. Donde el agua tiene poca fuerza, es prácticamente recto; donde la corriente es considerable, es curvo, con su convexidad de cara a la corriente. No se ha observado un proceso particular para la edificación, excepto que el trabajo es realizado constantemente y que todas las partes están construidas con la misma solidez.
Se piensa que es principalmente el sonido del agua corriendo lo que estimula a los castores a construir. Sin embargo, estudios realizados para analizar las actividades habituales de los castores han indicado que estos pueden responder a una variedad de estímulos, no solo el sonido de agua en movimiento. En dos experimentos se demostró que, aunque los castores apilaran material cerca de un altavoz emitiendo sonidos de agua corriendo, solo lo hacen después de un considerable período. En uno de esos experimentos, se observó que los castores enterraban los altavoces que producían el sonido hasta que no podían oírlo más. Adicionalmente, los castores, al ser enfrentados con un tubo que permitía el paso del agua a través de su dique, se encargaron de detener el flujo de agua tapando el tubo con
lodo y varillas. Se observó que los castores hacían esto incluso cuando el tubo no producía el sonido de agua en movimiento. Los castores suelen reparar los daños que tenga el dique y construirlo más alto mientras el sonido continúe. No obstante, en las épocas donde los ríos se vuelven muy caudalosos, generalmente permiten que fluyan con libertad pequeñas corrientes a través del dique.

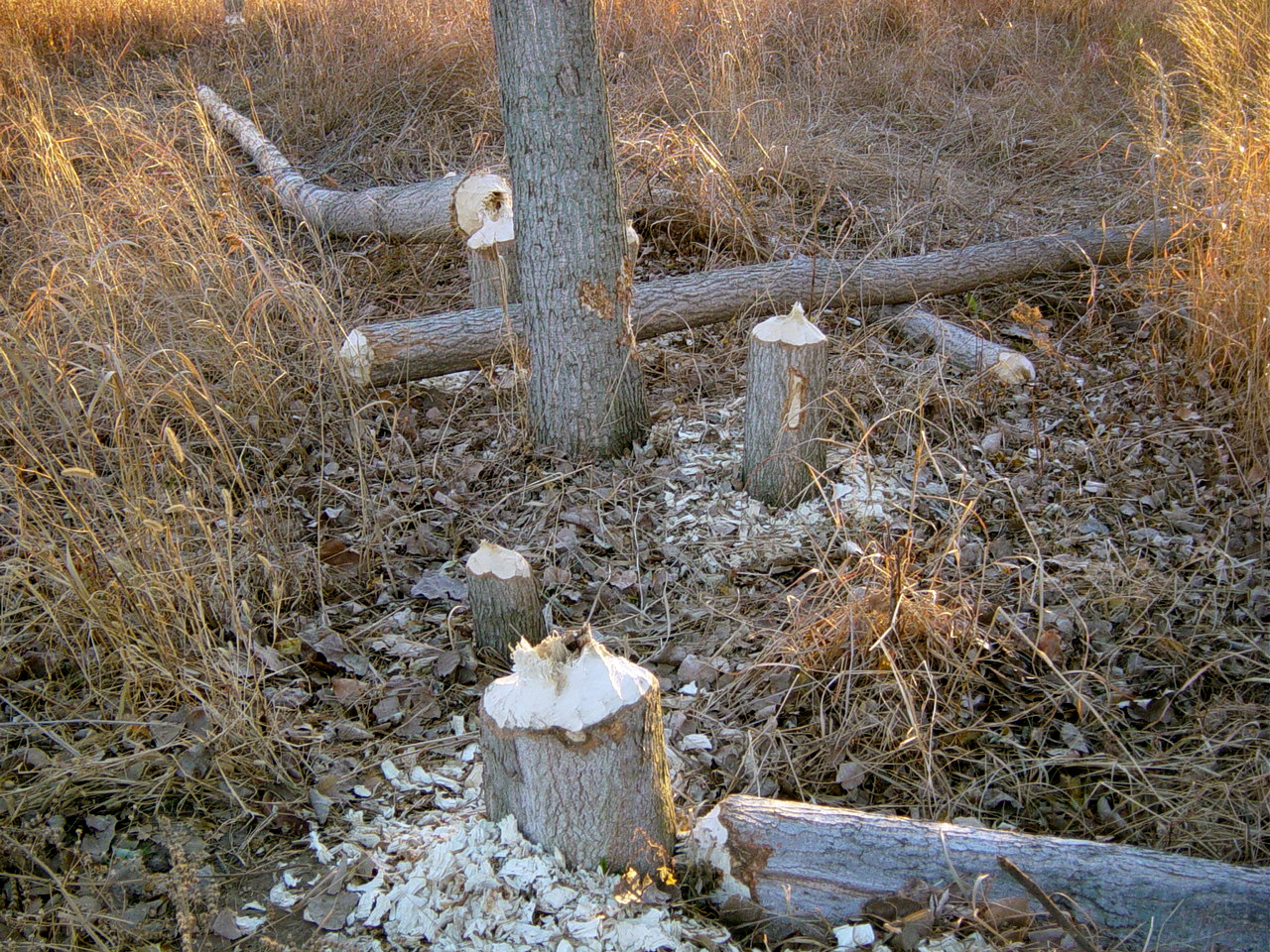
Árboles de más de 25 cm de diámetro, derribados por castores en una noche.

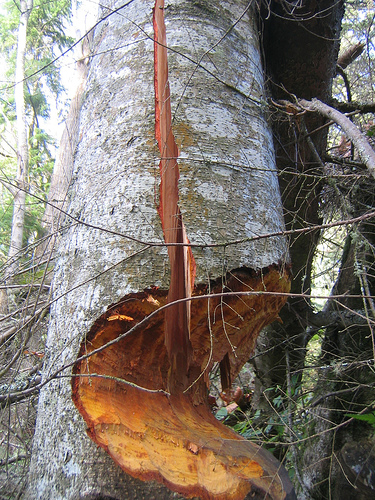
Árbol cortado y abandonado por castores, probablemente por ser demasiado grueso.

Los diques de castores pueden ser perjudiciales; la inundación que provocan puede causar un amplio daño a propiedades, y cuando la inundación ocurre junto a unas vías de ferrocarril, puede ocasionar descarrilamientos. Además, si un dique llega a romperse, esto resulta en una instantánea descarga de agua que también puede causar daños dependiendo de la fuerza con la que salga despedida. Esta interferencia no se limita a la geografía humana; los castores pueden destruir hábitats de anidación para especies en peligro, y con frecuencia derriban árboles maduros sin darle ningún uso a los troncos.
Por otra parte, la construcción de diques es sumamente benéfica para la restauración de humedales. Otros beneficios incluyen el control de corrientes, la biodiversidad (al proveer hábitats para muchas especies), la purificación del agua de toxinas como los pesticidas y la retención de cieno. A lo largo de eones, esta recolección de cieno ha producido el fértil suelo tan buscado por los agricultores. Los diques también reducen la erosión y disminuyen la turbidez del agua, el cual es un factor determinante para la vida acuática. Aunque los castores pueden causar daños, parte del problema es de percepción. Tales daños son muy visibles poco después del inicio de la actividad del castor en el área, mientras que los beneficios se dan a largo plazo y no se distinguen con facilidad, excepto por alguien que esté monitoreando atentamente la zona.

#### Control de inundaciones
Un dique de castor tiene una cierta elevación sobre el nivel del agua. Cuando se presentan fuertes lluvias, el nivel del arroyo se eleva y el dique gradualmente libera el agua extra almacenada. Por lo general esto es todo lo que se necesita para reducir la altura de la ola de inundación moviéndose río abajo, e impide parcial o totalmente el daño potencial a las construcciones humanas que se encuentran más adelante. De esta forma, el dique ayuda a ejercer un cierto control sobre las inundaciones. Los ríos con diques de castores en sus corrientes principales tienen menores niveles máximos de agua y mayores niveles mínimos, es decir, niveles de agua más constantes.
Cuando ocurren inundaciones perjudiciales ocasionadas por los diques, se pueden instalar aparatos modernos de control del nivel del agua para solucionar el problema. El daño no deseado a los árboles puede prevenirse enrollando malla de alambre o láminas de metal alrededor de las bases de estos.

#### Creación de humedales

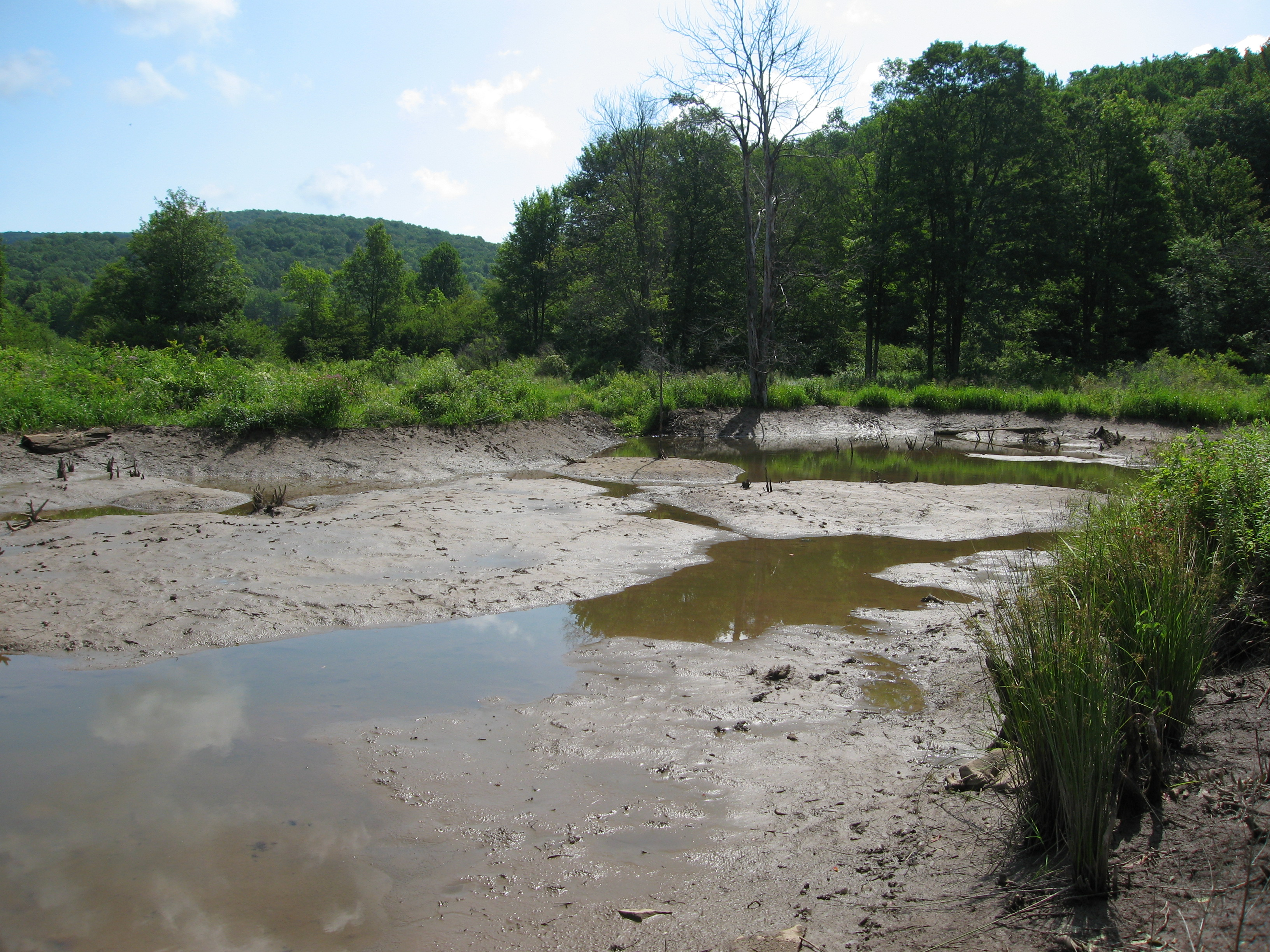
Estanque seco después de la ruptura de un dique.

Si un estanque creado por un castor se vuelve muy poco profundo debido a la sedimentación que ocurre en él, o si la fuente de árboles se agota, los castores abandonan el sitio. Al no recibir mantenimiento, tarde o temprano el dique se rompe y el agua se escurre. La rica y gruesa capa de cieno, ramas y hojas secas que se halla detrás del antiguo dique es el hábitat ideal para las especies de humedales. Algunas de las que se benefician con la creación de estas zonas pantanosas son las nutrias, ciertas aves acuáticas y muchos tipos de peces. Gran parte de ellas ya habrán habitado anteriormente en el borde del estanque. Los humedales tienen importantes beneficios ambientales, ya que además de servir como refugio a un gran número de especies, muchas también los usan para alimentarse y reproducirse. Para los salmones, por ejemplo, los humedales y los estanques creados por los castores son muy útiles, pues en ellos los ejemplares más jóvenes pueden ocultarse de sus depredadores y alimentarse tranquilamente. Los humanos igualmente se ven beneficiados, pues los humedales proveen una valiosa fuente de agua para cualquier uso, desde doméstico a industrial y agrícola. En los humedales más grandes, se puede utilizar el agua para la producción de energía en centrales hidroeléctricas. Además, debido a la gran cantidad de peces que habitan en sus aguas, son muy valiosos para las actividades pesqueras. Los humedales profundos pueden ser de utilidad para el transporte fluvial, y algunos son atractivos turísticos debido a la diversidad de paisajes y especies que pueden avistarse en ellos.

#### Creación de vegas
Al inundarse y secarse un humedal, las especies de pastura, como las gramíneas, lo colonizan y este se convierte en una fértil pradera adecuada para pastar. En áreas donde no hay nada más que bosque, esto provee un valioso sitio para muchos animales —por ejemplo, los alces— que de otra forma no podrían alimentarse. Estos pastizales son conocidos como vegas, y son zonas de tierra llanas, húmedas y bastante fértiles, por sus suelos que almacenan agua durante todo el año. También reciben el nombre de ciénagas, esto debido al alto contenido de cieno que presentan.

#### Bosque ribereño

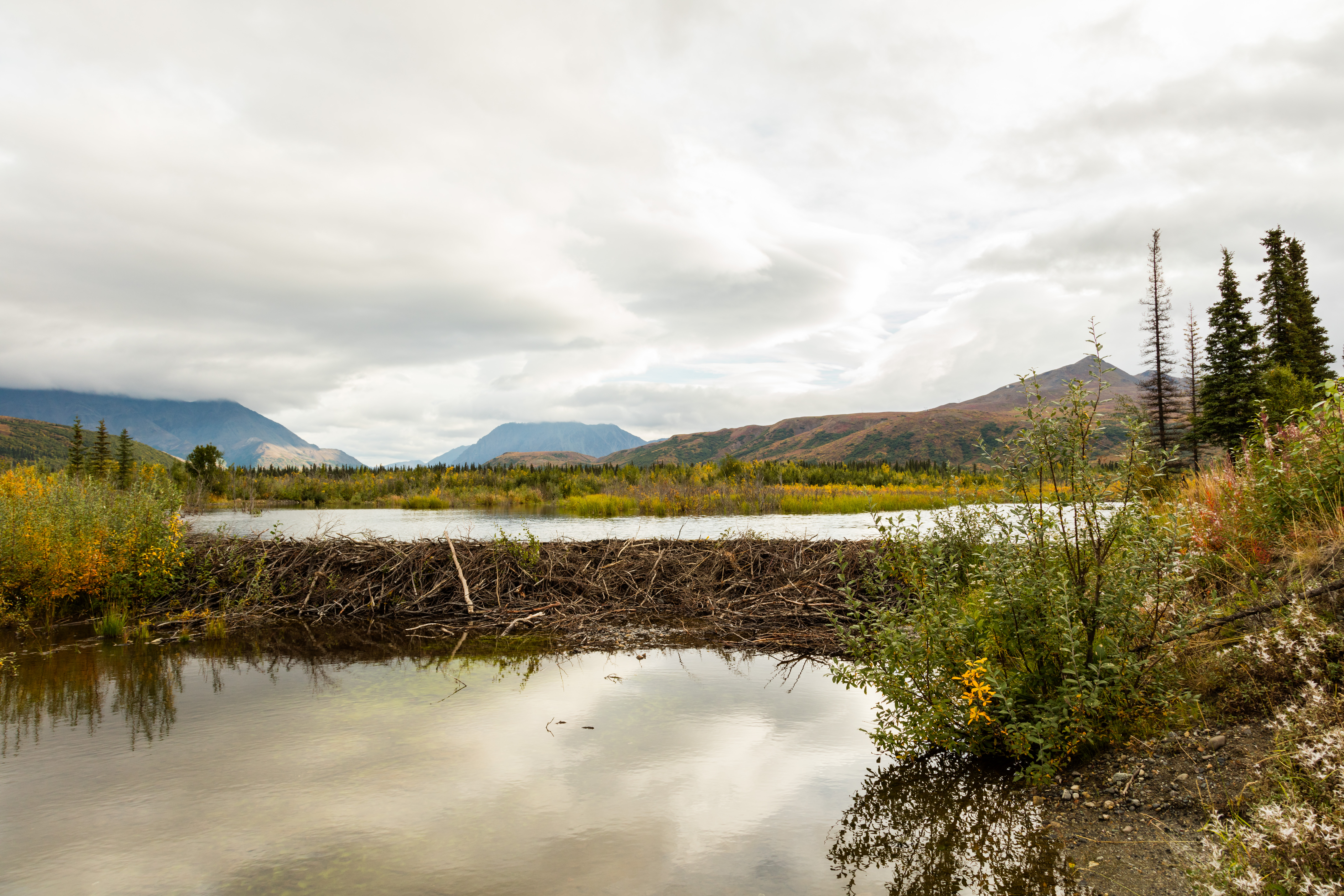
Dique en el río Nenana, McKinley Park, Alaska (Estados Unidos).

Finalmente el prado es colonizado por árboles ribereños, por ejemplo, álamos temblones, sauces y aquellas especies que son las favoritas de los castores. Habiendo sucedido esto, es posible que los castores recolonicen el área, y el ciclo comience de nuevo.

#### Eliminación de nutrientes
La eliminación de nutrientes en la corriente, que se realiza en los estanques creados por los castores, es un muy valioso proceso. En una corriente de agua, la presencia de fosfatos y nitratos es algo normal, pues forman parte del proceso de eutrofización, mismo que ayuda al crecimiento de algas y plantas acuáticas Sin embargo, la agricultura realizada cerca de los ríos con frecuencia incrementa las cargas de estos y otros nutrientes en la corriente, causando problemas río abajo cuando el agua es bebida. Además del cieno, los diques de castores recolectan hojas, ramas y varillas producto de las actividades de los castores, especialmente en el otoño. El principal componente de este material es la celulosa. Muchas bacterias producen celulosa, la cual puede separarse de la glucosa y utilizarse como fuente energética. Así como las algas obtienen su energía de la luz del sol, estas bacterias la obtienen de la celulosa. No obstante, esta fuente de energía —la celulosa— no les basta para su crecimiento. Estas poblaciones bacterianas enfrentan una seria escasez de compuestos nitrosos y fosforosos, por lo que absorben estos nutrientes cuando se topan con ellos en la corriente de agua. De esta forma, estos y otros nutrientes son fijados en el estanque por las bacterias y eliminados de la corriente.

#### Eliminación de pesticidas y herbicidas
La agricultura también introduce herbicidas y pesticidas a las corrientes. Las bacterias son un grupo extremadamente variable y algunas de estas sustancias son metabolizadas y descompuestas por los microorganismos que viven en el fondo rico en celulosa localizado detrás del dique de un castor.

#### Desnitrificación

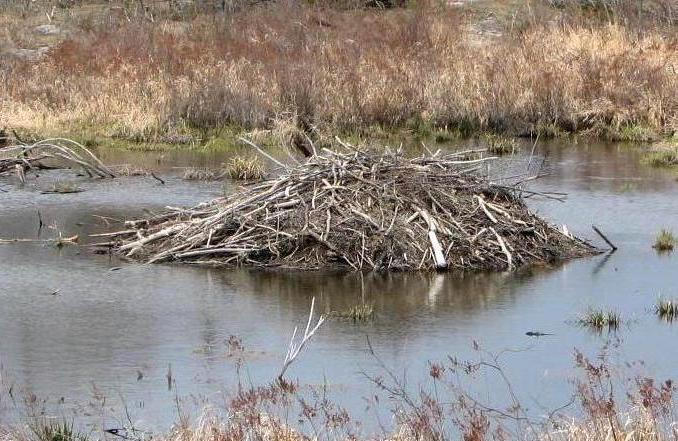
Madriguera de castores, de aproximadamente 6 metros de diámetro, en Ontario, Canadá.

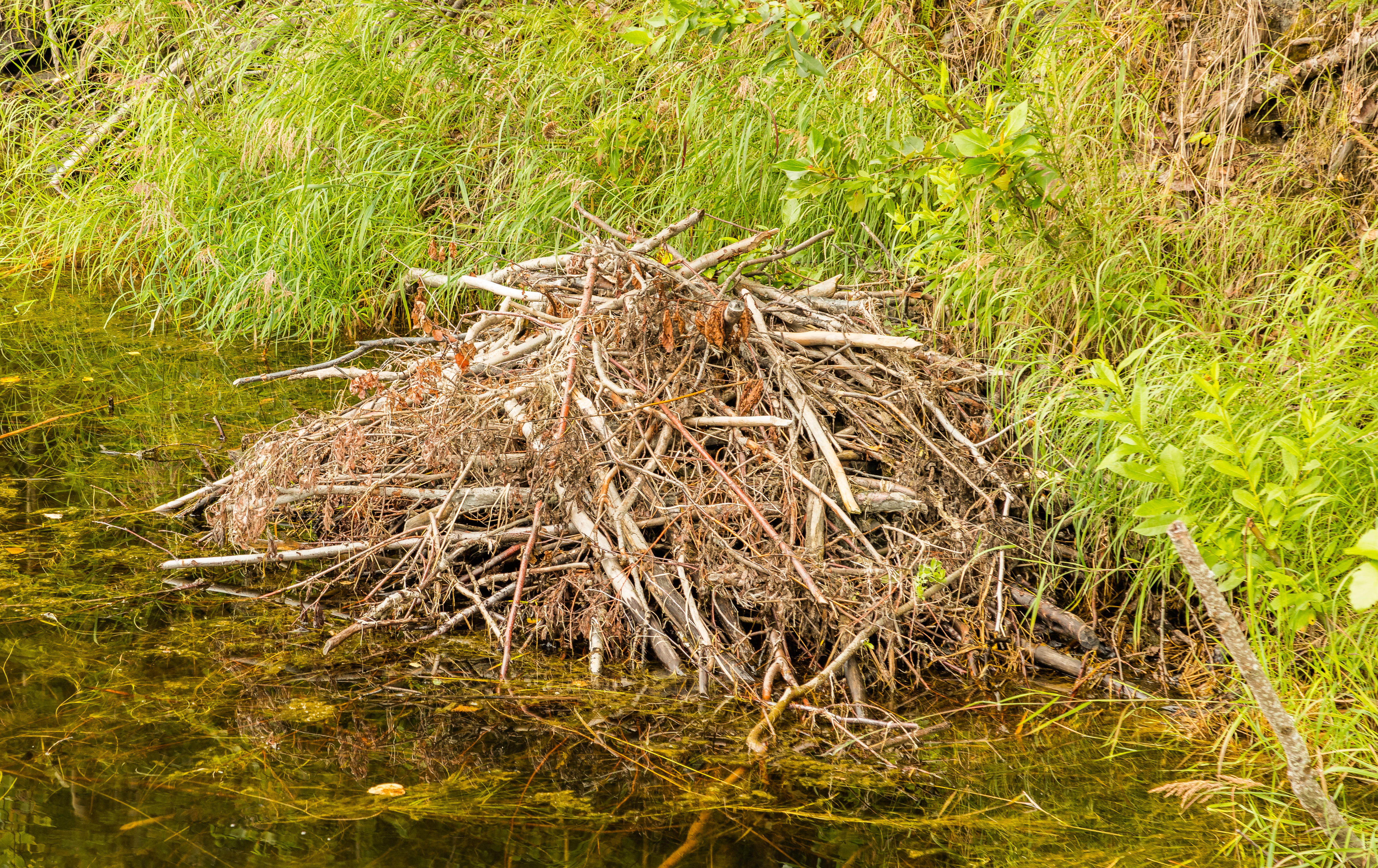
Otra madriguera más elaborada en Palmer, Alaska.

Algunos científicos creen que la cascada de nitratos, es decir, la producción de una cantidad mucho mayor de nitrógeno fijado, el cual en los ciclos naturales puede convertirse en nitrógeno gaseoso, puede ser tan problemática para la ecología como la producción de dióxido de carbono. Es probable, aunque no se ha demostrado, que los diques de castores en una corriente pueden contribuir a la desnitrificación, que es la conversión de nitratos (NO3−) en nitrógeno gaseoso (N2) y que solo se consigue en condiciones anóxicas (sin oxígeno).
En las plantas de tratamiento de aguas residuales, la desnitrificación se logra pasando el agua a través de capas sucesivas de organismos aeróbicos y anaeróbicos. Debajo del dique de un castor ocurre un proceso similar. Al estar en el estanque creado por el dique, el agua se filtra a la tierra, y ahí el oxígeno disuelto en ella es consumido por la fauna que vive en la rica capa orgánica. En cierto punto todo el oxígeno ha sido consumido y la tierra se vuelve anaeróbica. Este paso es fundamental pues la presencia de oxígeno suprime el sistema enzimático que se requiere para el desarrollo de la desnitrificación. Este ciclo aeróbico-anaeróbico puede presentarse varias veces a lo largo de la corriente, y en ocasiones la desnitrificación resulta de él. Durante la desnitrificación, primeramente el nitrato se convierte en nitrito (NO3− → NO2−), más tarde en óxido nítrico (NO), luego en óxido nitroso (N2O) y finalmente en nitrógeno gaseoso (N2). Después de todo el proceso, el agua regresa a la superficie. Algunos géneros de bacterias que pueden participar en este proceso son: Achromobacter, Alcaligenes, Bacillus, Flavobacterium, Lactobacillus, Micrococcus, Proteus y Pseudomonas, por mencionar algunos.

### Madrigueras
Los diques bien mantenidos bloquean la corriente de agua, creando de esta forma un profundo estanque que ayuda a aislar el hogar de los castores: su madriguera, conocida también como cabaña, una estructura de forma cónica donde vive la familia de castores, y que construyen también con ramas y fango, además de musgo y hierba entretejida. Las entradas de la madriguera se encuentran bajo el agua para evitar que queden bloqueadas cuando la superficie del estanque se congele y para hacer casi imposible el ingreso de otros animales (aunque se han encontrado ratas almizcleras viviendo dentro de madrigueras junto con los castores que las construyeron).
La madriguera en sí consiste en una cámara principal, de hasta un metro de altura, cuyo suelo está al nivel del agua y a donde llegan las entradas desde el exterior, que por lo general son dos: la primera, recta e inclinada, es usada para llevar madera al interior, y la segunda, que desciende al agua de forma más directa, es utilizada solo para entrar y salir. Justo afuera de la primera entrada, los castores mantienen almacenada su reserva de comida para el invierno. En realidad la madriguera suele tener el piso a dos niveles diferentes como medida de protección en caso de que se eleve el nivel del agua durante el deshielo de primavera. A pesar de que el aire se filtra a través de las paredes, también es común que haya una sección más delgada en el techo que sirva para ventilar el interior y facilitar la entrada del aire.

### Canales
Los castores son muy ágiles y relativamente veloces cuando están en el agua. Por otro lado, al desplazarse por tierra son mucho más torpes y lentos. Esto les dificulta la tarea de llevar los materiales que utilizan para la construcción de sus diques y madrigueras, especialmente troncos y ramas, hasta el estanque donde viven. Por ello, es común que los castores construyan canales de agua que conecten la laguna con la fuente de recursos que utilizan, por ejemplo, un grupo de árboles. Gracias a los canales, pueden llegar nadando hasta el punto deseado, y regresar al estanque con los materiales del mismo modo. De esta forma, reducen significativamente las distancias que deben recorrer por tierra, y por lo tanto agilizan su labor. Estos canales miden aproximadamente 1 m (metro) de ancho por 1 m de altura, y pueden llegar a medir hasta 100 m de longitud.

## Utilidad comercial

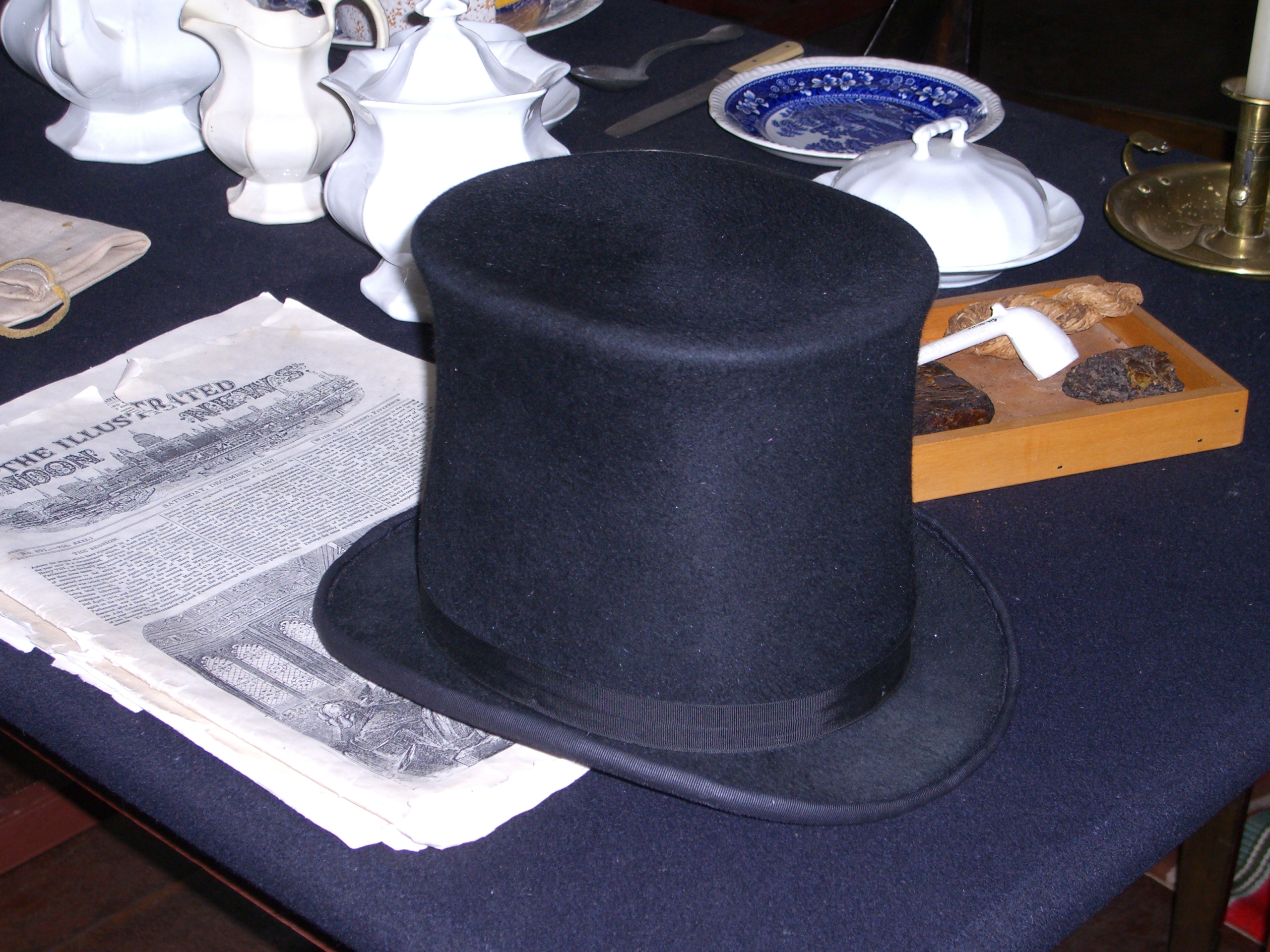
Un sombrero de copa hecho con piel de castor fieltrada.

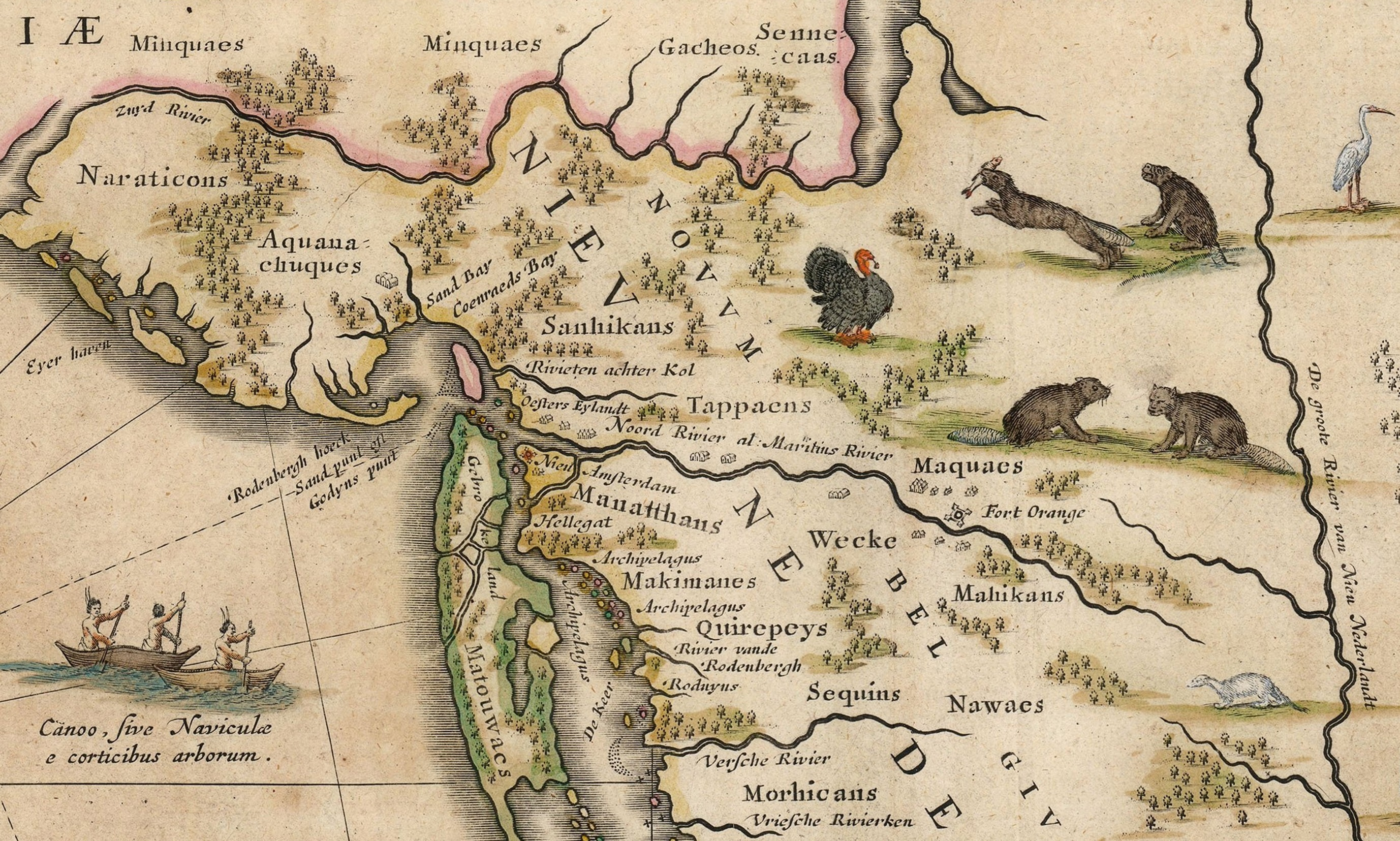
Mapa del valle del río Hudson con el dibujo de dos castores, prueba de la importancia que tuvieron estos animales en el desarrollo de la región.

Las pieles de castor eran intercambiadas en trueques por los nativos americanos en el siglo XVII para conseguir bienes europeos. Después eran enviadas a Gran Bretaña y Francia, donde eran convertidas en prendas. La extensa cacería y captura de castores puso en peligro su supervivencia. No obstante, llegó un momento en el que el comercio de pieles decayó debido a su demanda decreciente en Europa y a la utilización de los terrenos de caza para apoyar al sector agrícola en auge. Posteriormente se daría un pequeño resurgimiento en la cacería de castores en algunas áreas donde había sobrepoblación de estos animales; aunque por lo general la captura solo se realiza cuando la piel es valiosa, normalmente el resto del animal también se utiliza como alimento para otros animales. La única piel en América del Norte que superaba a la del castor en valor comercial era la del zorro rojo, la cual se decía que era cuarenta veces más valiosa.
Tanto los testículos de castor como el castóreo, una secreción oleosa y amarga con un olor ligeramente fétido contenida en los folículos vaginales (hembras) o prepuciales (machos) de los castores, han sido artículos utilizados en la medicina tradicional. En la medicina yupik (esquimal) se usaban testículos secos de castor para aliviar el dolor. Los testículos de castor eran exportados desde el Levante (una región donde actualmente se encuentran países como Israel y Siria) entre los siglos X y XIX. Claudio Eliano, un autor romano, describió que los castores se arrancaban a mordidas los testículos, sus órganos más valiosos, para que los cazadores no se interesaran en matarlos. Los castores europeos fueron cazados llevándolos al borde de la extinción, en parte para la obtención del castóreo, que era usado como analgésico, antiinflamatorio, antitusigeno y antipirético. Los romanos incluso le atribuían propiedades abortivas a la sustancia. También se ha descrito que el castóreo puede usarse contra la dismenorrea y condiciones histéricas —referentes al útero—, ya que eleva la presión sanguínea e incrementa el ritmo cardiaco. Los efectos que produce el castóreo han sido acreditados a la acumulación de salicina que los castores reciben de los sauces que componen su dieta, sustancia que se transforma en ácido salicílico y actúa de forma muy similar a la aspirina. En la naturaleza, los castores utilizan el castóreo para marcar su territorio, aunque también lo pueden usar para engrasar su pelaje a fin de protegerse de los ataques y agresiones externas. El castóreo también se llegó a usar en la fabricación de chicles, y continúa siendo utilizado en la fabricación de perfumes; se dice que fue Nostradamus quien descubrió que esta sustancia actuaba como fijador de olores, propiedad que se aprovechó para hacer a los perfumes más perdurables.  Sin embargo, en la actualidad la utilización de este tipo de sustancias está muy controlada, pues se tiene en cuenta la supervivencia de las especies.

## Influencia cultural
La cultura popular occidental suele representar a estos animales de forma positiva, como personajes bondadosos y trabajadores.

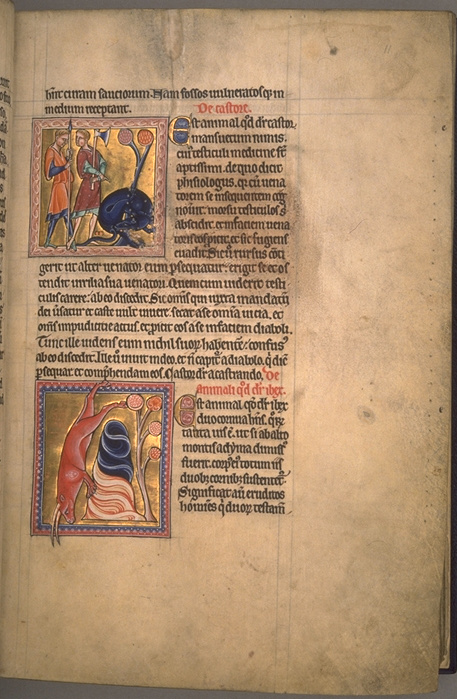
Página del Bestiario de Aberdeen que habla del castor y del íbice.

- La importancia del castor americano en el desarrollo económico, social y político de Canadá a través del comercio de pieles lo llevó a su designación como el animal nacional de aquel país. Se encuentra representado en la moneda canadiense de 5 centavos y apareció en el primer sello postal puesto en circulación en las colonias canadienses en 1849. La mascota elegida para los Juegos Olímpicos de 1976 celebrados en Montreal fue un castor que recibió el nombre de Amik ("castor" en algonquino),[76][77] resaltando al castor de esta forma como símbolo nacional. Son igualmente reconocidos en la heráldica: en los escudos de las provincias de Manitoba, Alberta y Saskatchewan, así como en el escudo de Toronto, aparecen castores. El castor además es el emblema de muchas unidades y organizaciones dentro de las Fuerzas Armadas de Canadá, como los Ingenieros Militares Canadienses (Canadian Military Engineers).
- En los Estados Unidos, Oregón es conocido como el Estado del Castor.[78] El castor americano es su animal estatal desde 1969 y aparece en el reverso de la bandera de Oregón. Además es el mamífero estatal de Nueva York[79] y aparece en el sello de la Ciudad de Nueva York y en su bandera,[80] esto debido a la importancia del comercio de pieles en los inicios de la colonización de la región.
- El castor ya era bien conocido e incluso estudiado en Europa desde por lo menos la Edad Media; prueba de ello es su aparición en el Bestiario de Aberdeen, un compendio de bestias utilizado para recopilar información de diversos animales y que fue redactado en Inglaterra a fines del siglo XII.[81] El Bestiario de Aberdeen describía al castor como un animal gentil cuyos testículos tenían propiedades medicinales.[82] También decía que, cuando se les intentaba cazar, se arrancaban a mordidas sus testículos para salvar su vida.[82] Al intentar ser cazados por segunda vez, simplemente mostraban su falta de órganos y se les perdonaba la vida.[82]
- Debido a sus habilidades ingenieras, el castor se convirtió en la mascota del Instituto Tecnológico de Massachusetts, el Instituto Tecnológico de California, la Universidad de Toronto y la Universidad Estatal de Oregón.[78] Todos los equipos deportivos de esta última institución se llaman Oregon State Beavers, y de la misma forma, a los alumnos que estudian en aquella casa de estudios se les conoce como Beavers. También es el emblema de la Escuela de Economía y Ciencias Políticas de Londres y le da su nombre al periódico estudiantil de aquella institución, llamado The Beaver.
- En el siglo XVII, basándose en una pregunta formulada por el obispo de Quebec, la Iglesia católica dictaminó que el castor era un pez ante las leyes alimenticias. Por lo tanto, la prohibición general de comer carne los viernes de cuaresma no se aplica a la carne de castor.[83][84][85] La base legal para esta decisión probablemente se relaciona con la obra Summa Theologiae de Tomás de Aquino, la cual establece la clasificación animal tanto por sus hábitos como por anatomía.[86]
- Los castores han tenido gran influencia en los nombres de ciudades y pueblos, principalmente en América del Norte. En Estados Unidos hay más de una docena de pueblos llamados Beaver (palabra que en inglés significa ‘castor’). Sin embargo, la influencia en ocasiones no es tan evidente. Un ejemplo de esto es Tamaqua, un pueblo en Pensilvania (Estados Unidos), cuyo nombre se deriva de la palabra iroquesa para ‘tierra del castor’.[63] En Europa igualmente hay ciudades cuyos nombres fueron inspirados por los castores. Tal es el caso de Kastoriá, una ciudad localizada en el norte de Grecia, cuyo nombre posiblemente se relaciona con la importancia que han tenido los castores en el comercio de pieles local.
- En algunas partes del mundo el castor es considerado una criatura divina debido a sus habilidades.[63][87] Los castores también han influido en los nombres de accidentes geográficos. El nombre del Lac la Ronge, un lago localizado en el centro de Saskatchewan, Canadá, probablemente se deriva de la palabra francesa ronger (roer), en alusión a la actividad de los castores.[63]
- El sr. y la sra. Castor (llamados en la obra en inglés Mr. Beaver y Mrs. Beaver, respectivamente) son dos personajes importantes en la clásica novela de fantasía del escritor británico C. S. Lewis, El león, la bruja y el ropero.[88]
- La criatura Bibarel de la franquicia Pokémon es de aspecto semejante al de un castor,[89] y también realiza ciertas actividades propias de los castores, como la construcción de diques.
- La cadena Nickelodeon transmitía Los castores cascarrabias, un programa de televisión infantil de abril de 1997 hasta noviembre de 2001.
- Los personajes Toothy y Handy de la serie Happy Tree Friends son castores.[90]
- La introducción de castores desde Canadá a Tierra del Fuego (Argentina), donde se convirtieron en una especie invasora, es el tema del documental Castores: la invasión del fin del mundo (2015),[91] que explora no solamente el impacto ambiental sino también las implicancias sociales y culturales de este fenómeno ecológico.

### En el escultismo
En el escultismo, los castores son la primera etapa de los scouts. Son niños y niñas de seis a ocho años. El castor pasará a lobato después de cumplir los ocho años.